# 那覇市

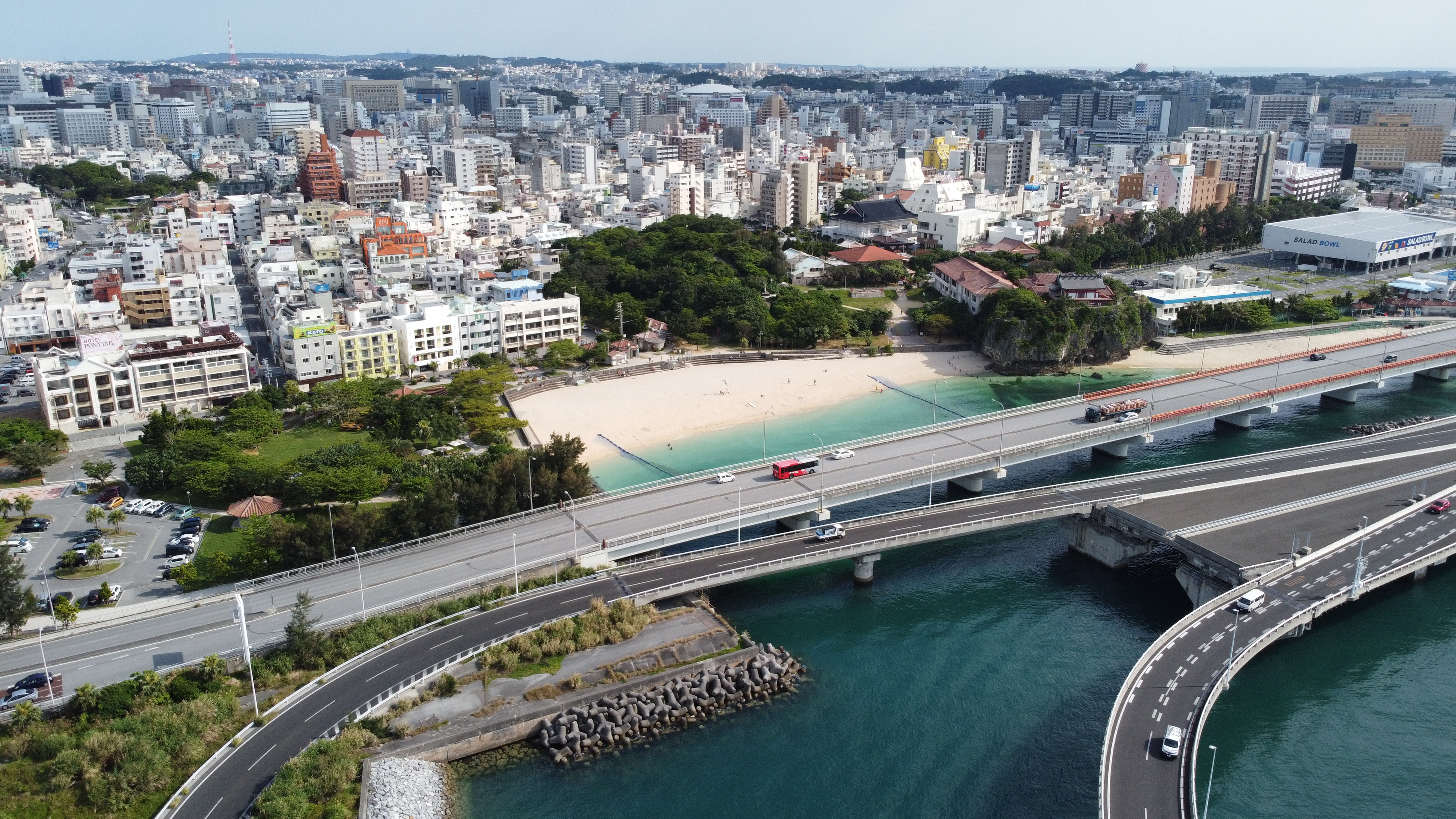
波の上ビーチと那覇の街（空撮 2021年4月8日）

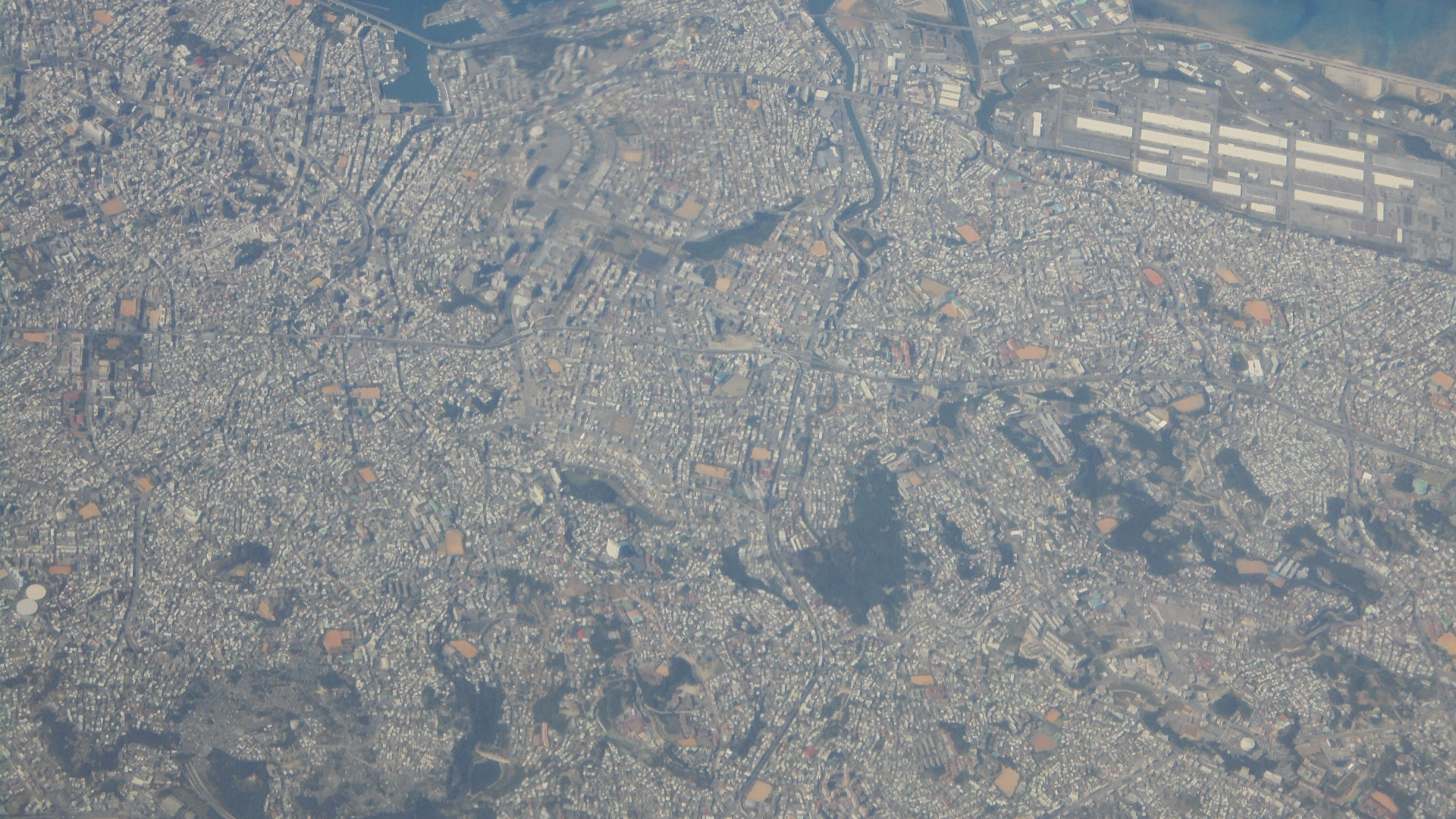
那覇市上空を航行中の航空機から見た那覇市

那覇市（なはし、沖縄語: ナーファ、ナファ）は、沖縄県の沖縄本島南部に位置する市。沖縄県の県庁所在地及び人口が最多の市であり、中核市、中枢中核都市に指定されている。

## 概要

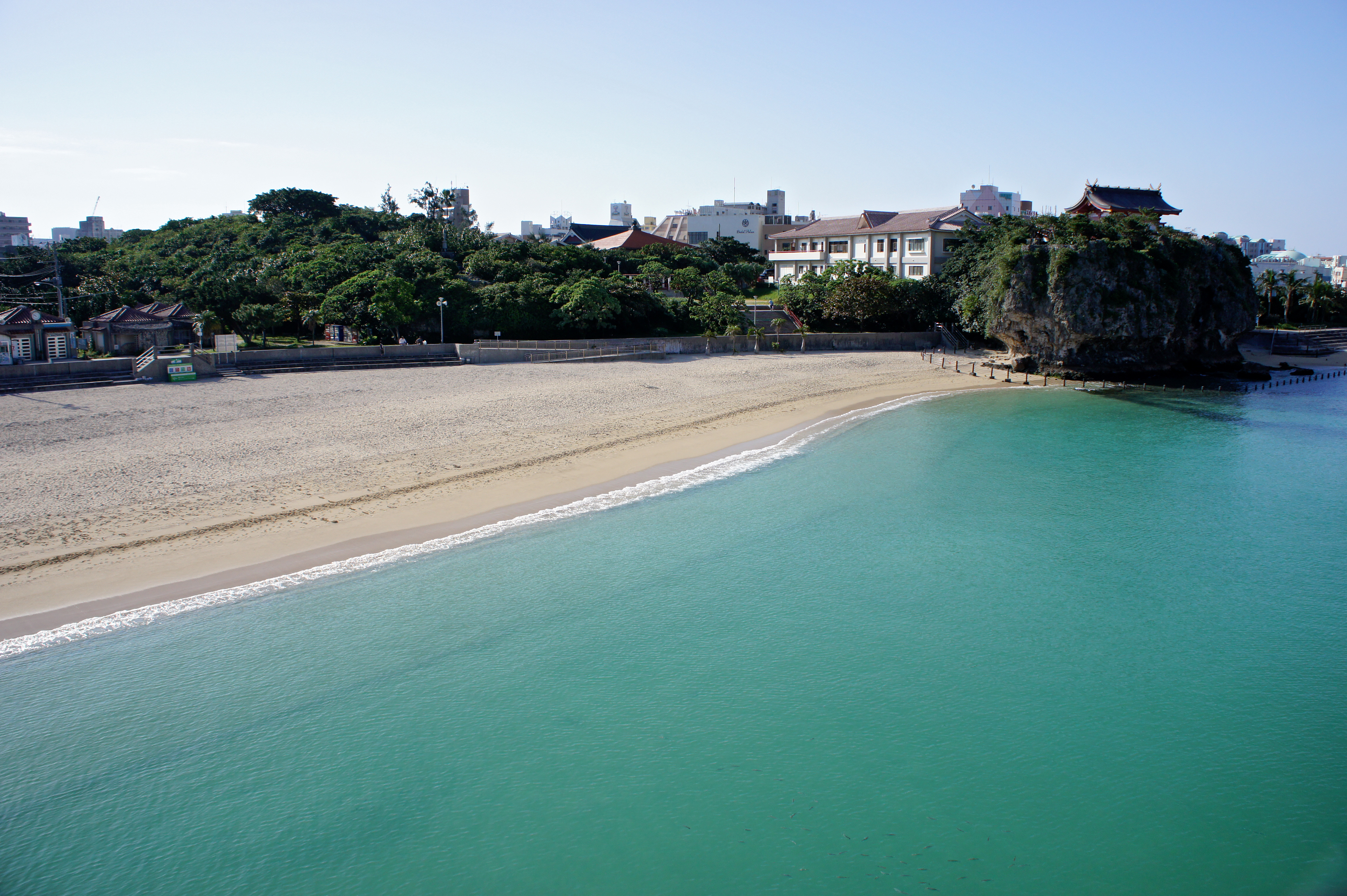
波上宮と波の上ビーチ

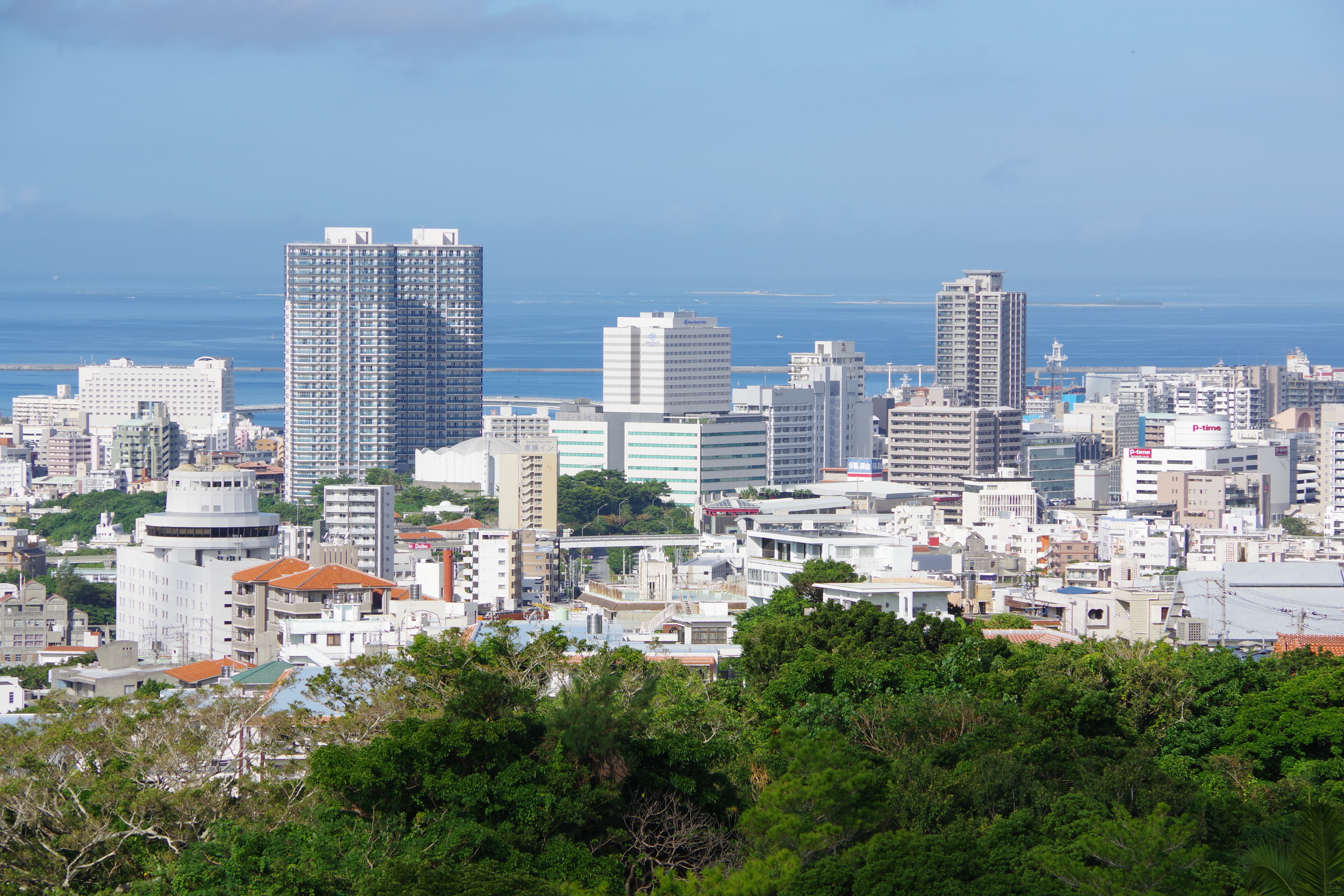
那覇新都心のスカイライン

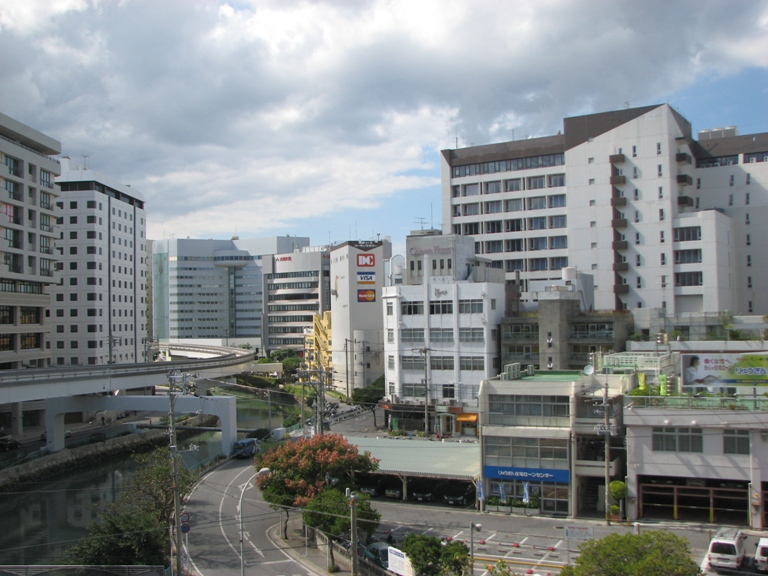
那覇市中心部
県庁前駅周辺

沖縄県の政治・経済・文化の中心であり、また県外や周辺離島とを結ぶ那覇空港や那覇港を擁することから沖縄県の玄関口としての役割も担っている。
都道府県庁所在地では、唯一JR線や大手私鉄・準大手私鉄が通らない。
面積は日本の全都道府県庁所在都市の中で最も小さく（ただし東京都庁がある新宿区よりは広い）、人口密度は、全国では41番目、首都圏・近畿圏の自治体を除くと福岡県春日市に次いで2番目に高い。また都道府県庁所在地では新宿区、大阪市、横浜市に次いで4番目に高く、名古屋市のそれを上回る。また、那覇空港が市域面積の8%以上を占め、そのなかには自衛隊を含む。この他在日米軍の施設や那覇港の民間用途の施設の分も考慮に入れると、実際の都市活動に使用できる面積は限られる。さらに、那覇空港の制限表面により、市街地の多くは超高層ビルや超高層マンションを建てることが出来ない。おもろまちを中心とする那覇新都心をはじめとした航空規制の影響がない北部エリアや、再開発事業の一環として旧市街地の牧志・安里地区などに高層ビルが建ち始めている。
都市化に伴って周辺自治体のベッドタウン化が進み、那覇市を中心市とする那覇都市圏の人口は約78万人（都市雇用圏 - 2005年）となっている。なお、地方での人口減少が深刻な問題になっている今日においても那覇市及び那覇市の周辺自治体では人口増加が続いており、2015年12月現在の都市雇用圏人口は約86.1万人（10%流入人口※2010年の国勢調査の結果、北谷町から同都市圏への流入人口が沖縄市都市圏への流入人口を上回った為、都市圏域が北谷町まで広がった。）。さらに那覇市を中心とした沖縄本島中南部圏の人口は面積約482km2（政令指定都市の北九州市とほぼ同じ）に対し人口は約121.2万人（推計人口2021年2月1日現在。広島市とほぼ同じ）を超え、国内でも有数の人口集中地区である。
市の中心部は国場川（漫湖）、及び安里川に囲まれた平地地帯に広がり、那覇市、及び沖縄県の主要施設の多くがそこに立地している。近年では1987年に米軍の牧港住宅地区が全面返還されたことにより、那覇新都心として開発が進み、中心地に置かれていた企業本社などの一部が移転しており、新たな中心部となっている。
また、中心部周囲の丘陵地はほぼ全て市街化（主に住宅地）され、元々の地形の高低から立体的な都市景観を見せる。一時は琉球王国時代の首都でもあった首里地区は海抜100m程度の高台の上に位置し、場所によっては那覇市全域を見渡すことも可能である。
観光面では、市の中心部の国際通り、市東部の高台にある首里地区の首里城（琉球王国の王府。2000年12月に世界遺産・琉球王国のグスク及び関連遺産群として登録）が中心であったが、近年、前述の在日米軍住宅地の跡地が那覇新都心として開発が進んでおり、2004年12月に世界最大規模で国内では唯一の空港外大型免税店であるDFSギャラリア・沖縄がオープンした。東シナ海に面しているが、那覇空港や那覇港などの施設が海岸線のほとんどを占めているため、海水浴場は1991年に供用開始された波の上ビーチ（人工海浜）のみとなっている。名産品として壺屋焼や泡盛などがある。
2006年に中核市指定要件の1つである面積要件が撤廃されたことを受け、本市は中核市移行を目指していた。そして2012年10月19日に行われた閣議により、那覇市を中核市へ指定する政令を決定した のち、2013年4月1日をもって全国で42番目の中核市に移行した。

### 市名の由来
「那覇（なは）」の語源は、漁場を表す「魚場（なは）」からきている。この由来は、那覇市のサイトにも、伊波普猷の唱えた説として紹介されている。なお、那覇を本来の表記（旧字体）で表すと外字にあたるため、那覇市では人名用漢字を使用している。本来、「那」は左側の2本の横線を縦線の右まで突き通し、「覇」は西の下部にある一本線がない形(襾)になる。

## 地理

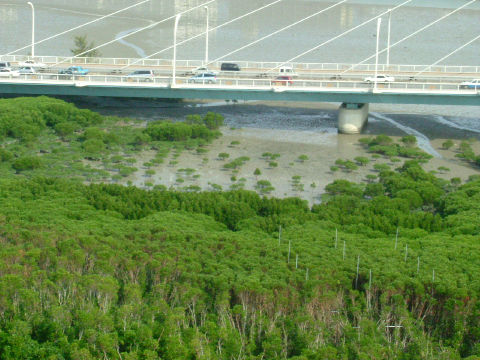
漫湖のマングローブ群生

### 位置
沖縄本島南部の西海岸に位置し、東シナ海に面している。
市中央部がほぼ平坦で、周辺部に小高い丘陵地帯が取り巻くように展開し、市内を東から西に国場川や安里川が流れ、東シナ海に注いでいる。豊見城市との市境にある漫湖はラムサール条約に登録されている。

### 地形

#### 河川
主な川
- 国場川
- 安里川
- 安謝川

など

#### 湖沼
主な干潟
- 漫湖

### 気候
平均気温が約23度、年間降水量は2000mm以上と高温多湿な亜熱帯性の気候（ケッペンの気候区分では、温暖湿潤気候（Cfa））を示す。冬でも最低気温が10度を下回ることは極稀で、また海洋性気候のため、真夏の最高気温が30度を超える日（真夏日）は多いものの35℃を超える日（猛暑日）はほとんど観測されない（最高気温の高極値は2024年7月19日に観測された36.0℃と、2025年8月時点で全国都道府県庁所在地の記録の中では最も低い。ちなみに、最も高いのは静岡市である）。
| 沖縄気象台（那覇市樋川、標高28m）の気候                 | 沖縄気象台（那覇市樋川、標高28m）の気候 | 沖縄気象台（那覇市樋川、標高28m）の気候 | 沖縄気象台（那覇市樋川、標高28m）の気候 | 沖縄気象台（那覇市樋川、標高28m）の気候 | 沖縄気象台（那覇市樋川、標高28m）の気候 | 沖縄気象台（那覇市樋川、標高28m）の気候 | 沖縄気象台（那覇市樋川、標高28m）の気候 | 沖縄気象台（那覇市樋川、標高28m）の気候 | 沖縄気象台（那覇市樋川、標高28m）の気候 | 沖縄気象台（那覇市樋川、標高28m）の気候 | 沖縄気象台（那覇市樋川、標高28m）の気候 | 沖縄気象台（那覇市樋川、標高28m）の気候 | 沖縄気象台（那覇市樋川、標高28m）の気候 |
| 月                                                      | 1月                                     | 2月                                     | 3月                                     | 4月                                     | 5月                                     | 6月                                     | 7月                                     | 8月                                     | 9月                                     | 10月                                    | 11月                                    | 12月                                    | 年                                      |
| ------------------------------------------------------- | --------------------------------------- | --------------------------------------- | --------------------------------------- | --------------------------------------- | --------------------------------------- | --------------------------------------- | --------------------------------------- | --------------------------------------- | --------------------------------------- | --------------------------------------- | --------------------------------------- | --------------------------------------- | --------------------------------------- |
| 最高気温記録 °C （°F）                                  | 27.0 (80.6)                             | 27.1 (80.8)                             | 28.2 (82.8)                             | 30.6 (87.1)                             | 32.0 (89.6)                             | 34.3 (93.7)                             | 36.0 (96.8)                             | 35.6 (96.1)                             | 34.6 (94.3)                             | 33.0 (91.4)                             | 31.6 (88.9)                             | 29.4 (84.9)                             | 36.0 (96.8)                             |
| 平均最高気温 °C （°F）                                  | 19.8 (67.6)                             | 20.2 (68.4)                             | 21.9 (71.4)                             | 24.3 (75.7)                             | 27.0 (80.6)                             | 29.8 (85.6)                             | 31.9 (89.4)                             | 31.8 (89.2)                             | 30.6 (87.1)                             | 28.1 (82.6)                             | 25.0 (77)                               | 21.5 (70.7)                             | 26.0 (78.8)                             |
| 日平均気温 °C （°F）                                    | 17.3 (63.1)                             | 17.5 (63.5)                             | 19.1 (66.4)                             | 21.5 (70.7)                             | 24.2 (75.6)                             | 27.2 (81)                               | 29.1 (84.4)                             | 29.0 (84.2)                             | 27.9 (82.2)                             | 25.5 (77.9)                             | 22.5 (72.5)                             | 19.0 (66.2)                             | 23.3 (73.9)                             |
| 平均最低気温 °C （°F）                                  | 14.9 (58.8)                             | 15.1 (59.2)                             | 16.7 (62.1)                             | 19.1 (66.4)                             | 22.1 (71.8)                             | 25.2 (77.4)                             | 27.0 (80.6)                             | 26.8 (80.2)                             | 25.8 (78.4)                             | 23.5 (74.3)                             | 20.4 (68.7)                             | 16.8 (62.2)                             | 21.1 (70)                               |
| 最低気温記録 °C （°F）                                  | 6.1 (43)                                | 4.9 (40.8)                              | 6.3 (43.3)                              | 8.7 (47.7)                              | 11.0 (51.8)                             | 14.8 (58.6)                             | 20.8 (69.4)                             | 20.7 (69.3)                             | 17.0 (62.6)                             | 14.8 (58.6)                             | 8.6 (47.5)                              | 6.8 (44.2)                              | 4.9 (40.8)                              |
| 降水量 mm （inch）                                      | 101.6 (4)                               | 114.5 (4.508)                           | 142.8 (5.622)                           | 161.0 (6.339)                           | 245.3 (9.657)                           | 284.4 (11.197)                          | 188.1 (7.406)                           | 240.0 (9.449)                           | 275.2 (10.835)                          | 179.2 (7.055)                           | 119.1 (4.689)                           | 110.0 (4.331)                           | 2,161 (85.079)                          |
| 平均降水日数 （≥0.5 mm）                                | 12.2                                    | 11.3                                    | 12.6                                    | 11.6                                    | 13.1                                    | 12.4                                    | 11.0                                    | 13.9                                    | 13.3                                    | 10.6                                    | 9.6                                     | 10.7                                    | 142.0                                   |
| % 湿度                                                  | 66                                      | 69                                      | 71                                      | 75                                      | 78                                      | 83                                      | 78                                      | 78                                      | 75                                      | 72                                      | 69                                      | 67                                      | 73                                      |
| 平均月間日照時間                                        | 93.1                                    | 93.1                                    | 115.3                                   | 120.9                                   | 138.2                                   | 159.5                                   | 227.0                                   | 206.3                                   | 181.3                                   | 163.3                                   | 121.7                                   | 107.4                                   | 1,727.1                                 |
| 出典：気象庁 (平均値：1991年-2020年、極値：1890年-現在) |                                         |                                         |                                         |                                         |                                         |                                         |                                         |                                         |                                         |                                         |                                         |                                         |                                         |

| 安次嶺（標高3m）の気候                                        | 安次嶺（標高3m）の気候 | 安次嶺（標高3m）の気候 | 安次嶺（標高3m）の気候 | 安次嶺（標高3m）の気候 | 安次嶺（標高3m）の気候 | 安次嶺（標高3m）の気候 | 安次嶺（標高3m）の気候 | 安次嶺（標高3m）の気候 | 安次嶺（標高3m）の気候 | 安次嶺（標高3m）の気候 | 安次嶺（標高3m）の気候 | 安次嶺（標高3m）の気候 | 安次嶺（標高3m）の気候 |
| 月                                                            | 1月                    | 2月                    | 3月                    | 4月                    | 5月                    | 6月                    | 7月                    | 8月                    | 9月                    | 10月                   | 11月                   | 12月                   | 年                     |
| ------------------------------------------------------------- | ---------------------- | ---------------------- | ---------------------- | ---------------------- | ---------------------- | ---------------------- | ---------------------- | ---------------------- | ---------------------- | ---------------------- | ---------------------- | ---------------------- | ---------------------- |
| 最高気温記録 °C （°F）                                        | 27.6 (81.7)            | 26.7 (80.1)            | 27.8 (82)              | 29.8 (85.6)            | 31.0 (87.8)            | 33.0 (91.4)            | 35.7 (96.3)            | 35.1 (95.2)            | 33.9 (93)              | 32.8 (91)              | 30.8 (87.4)            | 29.0 (84.2)            | 35.7 (96.3)            |
| 平均最高気温 °C （°F）                                        | 20.1 (68.2)            | 20.9 (69.6)            | 22.1 (71.8)            | 24.4 (75.9)            | 27.1 (80.8)            | 29.7 (85.5)            | 31.9 (89.4)            | 32.0 (89.6)            | 31.1 (88)              | 28.7 (83.7)            | 25.6 (78.1)            | 21.9 (71.4)            | 26.3 (79.3)            |
| 日平均気温 °C （°F）                                          | 17.5 (63.5)            | 18.2 (64.8)            | 19.3 (66.7)            | 21.6 (70.9)            | 24.5 (76.1)            | 27.3 (81.1)            | 29.3 (84.7)            | 29.3 (84.7)            | 28.4 (83.1)            | 25.9 (78.6)            | 23.0 (73.4)            | 19.3 (66.7)            | 23.6 (74.5)            |
| 平均最低気温 °C （°F）                                        | 15.2 (59.4)            | 15.8 (60.4)            | 16.9 (62.4)            | 19.3 (66.7)            | 22.4 (72.3)            | 25.3 (77.5)            | 27.3 (81.1)            | 27.2 (81)              | 26.2 (79.2)            | 23.8 (74.8)            | 20.9 (69.6)            | 17.0 (62.6)            | 21.4 (70.5)            |
| 最低気温記録 °C （°F）                                        | 5.8 (42.4)             | 9.8 (49.6)             | 9.0 (48.2)             | 14.0 (57.2)            | 16.2 (61.2)            | 18.0 (64.4)            | 21.4 (70.5)            | 23.3 (73.9)            | 21.9 (71.4)            | 18.9 (66)              | 14.4 (57.9)            | 10.0 (50)              | 5.8 (42.4)             |
| 降水量 mm （inch）                                            | 79.7 (3.138)           | 92.9 (3.657)           | 107.2 (4.22)           | 134.5 (5.295)          | 222.0 (8.74)           | 292.3 (11.508)         | 150.6 (5.929)          | 227.5 (8.957)          | 177.7 (6.996)          | 162.3 (6.39)           | 110.4 (4.346)          | 98.1 (3.862)           | 1,855.1 (73.035)       |
| 平均降水日数 （≥1.0 mm）                                      | 10.2                   | 9.5                    | 10.2                   | 9.3                    | 11.3                   | 11.8                   | 8.8                    | 12.4                   | 11.3                   | 8.1                    | 8.3                    | 9.1                    | 120.4                  |
| 出典1：理科年表                                               |                        |                        |                        |                        |                        |                        |                        |                        |                        |                        |                        |                        |                        |
| 出典2：気象庁（平均値：2003年 - 2020年、極値：2003年 - 現在） |                        |                        |                        |                        |                        |                        |                        |                        |                        |                        |                        |                        |                        |

### 地域
那覇市の地名を参照。

### 人口
| |                                        |  |
| 那覇市と全国の年齢別人口分布（2005年） | 那覇市の年齢・男女別人口分布（2005年） |  |
| ■紫色 ― 那覇市 ■緑色 ― 日本全国 | ■青色 ― 男性 ■赤色 ― 女性              |  |
| 那覇市（に相当する地域）の人口の推移 \| 1970年（昭和45年） \| 276,394人 \| \| \| 1975年（昭和50年） \| 295,006人 \| \| \| 1980年（昭和55年） \| 295,778人 \| \| \| 1985年（昭和60年） \| 303,674人 \| \| \| 1990年（平成2年） \| 304,836人 \| \| \| 1995年（平成7年） \| 301,890人 \| \| \| 2000年（平成12年） \| 301,032人 \| \| \| 2005年（平成17年） \| 312,393人 \| \| \| 2010年（平成22年） \| 315,954人 \| \| \| 2015年（平成27年） \| 319,435人 \| \| \| 2020年（令和2年） \| 317,625人 \| \| |                                        |  |
| 総務省統計局 国勢調査より |                                        |  |
| 1970年（昭和45年） | 276,394人                              |  |
| 1975年（昭和50年） | 295,006人                              |  |
| 1980年（昭和55年） | 295,778人                              |  |
| 1985年（昭和60年） | 303,674人                              |  |
| 1990年（平成2年） | 304,836人                              |  |
| 1995年（平成7年） | 301,890人                              |  |
| 2000年（平成12年） | 301,032人                              |  |
| 2005年（平成17年） | 312,393人                              |  |
| 2010年（平成22年） | 315,954人                              |  |
| 2015年（平成27年） | 319,435人                              |  |
| 2020年（令和2年） | 317,625人                              |  |

### 隣接自治体
沖縄県
- 浦添市
- 豊見城市
- 島尻郡：南風原町
- 中頭郡：西原町

## 歴史

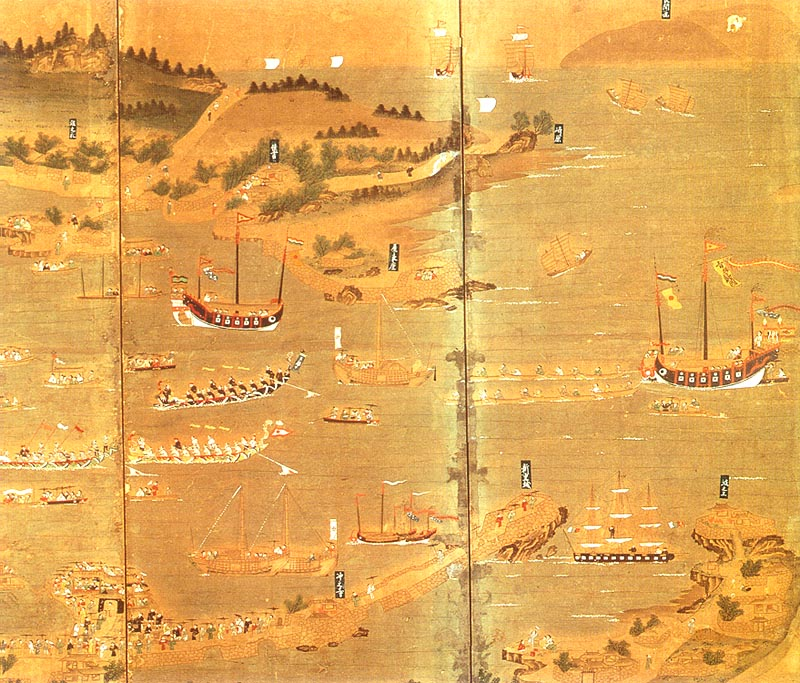
琉球王国時代の那覇港

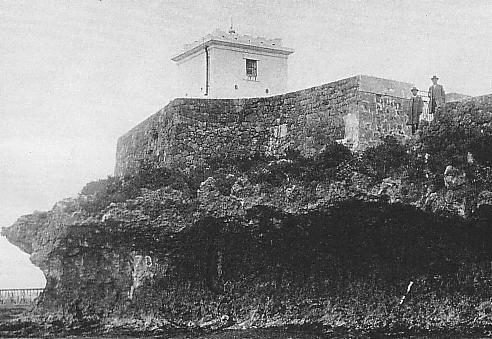
那覇港の先にあった三重城

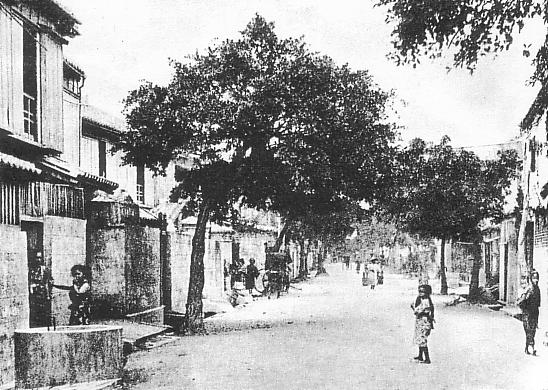
昭和初期の那覇・辻地区

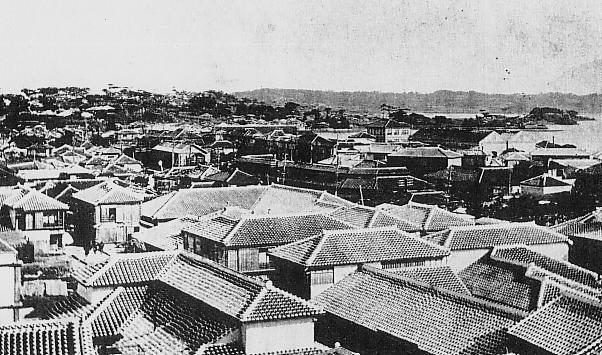
20世紀初頭の那覇市

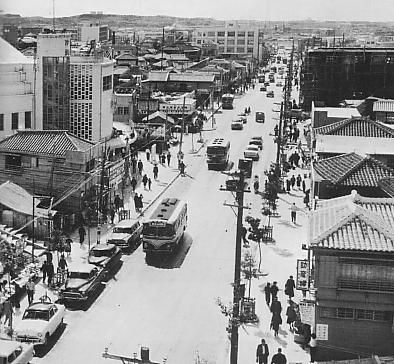
1950年代の国際通り

### 琉球王国時代
那覇は国場川河口の港で、安里川河口の泊（とまり、現在は那覇市の一部）の港とともに、古くから琉球王国の首都・首里の貿易港として、東アジアや東南アジア一帯の中継貿易拠点として栄えてきた。
かつて那覇は国場川・安里川の河口の湾に散在した島々で、その一つの浮島は尚巴志王によって小さな港が整備されていた。
1451年（景泰2年）、尚金福王が明からの冊封使を迎えるため、中国人の懐機に命じて「長虹堤」と呼ばれる長さ1km に及ぶ堤道を建設させて沖縄本島の安里川側と繋いだ。
陸路交通が整備されたことから港としての発展が始まり、那覇四町（西・東・若狭・泉崎）と呼ばれる市街地が形成された。
近くの久米村には、今の中国・福建省などの地域からの「閩（びん）人三十六姓」（久米三十六姓）と呼ばれる移民が住み、これら三十六姓の末裔は、進貢使・通訳・造船など琉球の貿易と外交を支える仕事に従事してきた。
また倭寇などの襲撃からの防御のため、那覇港沖の海上にある島に城壁を築いて堤道を作り、国場川河口の那覇港の南北に防御用の砲台「三重城」（みえぐすく）「屋良座森城」（やらざもりぐすく）が完成した。
同時に、那覇港の中央の島には御物城と呼ばれる貿易用倉庫が造られている。さらに那覇港の対岸にあたる南側の垣花などにも市街地や港湾が広がった。（那覇港の南岸は第二次大戦後更地になり、米軍の那覇軍港となっている。）
久米村、長虹堤、三重城など那覇の名所は中国人により「球陽八景」と謳われ、葛飾北斎の浮世絵「琉球八景」にも描かれているが、島だった那覇は土砂の堆積により琉球王国末期には本島につながっている。

### 近代～第二次世界大戦

#### 琉球処分
近代以後も沖縄県の物資集積地、商業都市として繁栄し、海が埋め立てられ那覇は完全に地続きとなった。しかし、1944年10月10日の十・十空襲と、1945年4月から始まる沖縄戦により市街地は完全に破壊された。
明治
- 1879年（明治12年） - それまで那覇四町と呼ばれていた西・東・若狭・泉崎へ、新たに泊・久米・久茂地を編入。
- 1880年（明治13年） - 沖縄県庁を置く[20]。
- 1896年（明治29年） - 沖縄県区制の施行により、那覇区となる。那覇四町（東村、西村、若狭町村、泉崎村）と久米村、泊村からなる。（ 沖繩縣ノ郡編制ニ關スル件（明治29年勅令第13号））
- 1903年（明治36年） - 島尻郡真和志間切から牧志村、小禄間切から垣花地区（湖城村と儀間村の一部）を編入。
- 1908年（明治41年）4月1日 - 島嶼町村制施行に伴い、周辺の各間切が町村に。

大正
- 1914年（大正3年）-  島尻郡真和志村から壺屋地区を編入、新規埋立地を旭町と命名し編入。
- 1916年（大正5年）- ドイツ帝国の上海-ヤップ間海底ケーブルを切断して、那覇-ヤップ線に流用[21]。
- 1921年（大正10年）
  - 5月20日 - 特別区制を廃止し、市制を施行して那覇市となる。
  - 12月19日 - 市章を制定する[22]。
- 1925年（大正14年）4月10日 - 前年度から続く市議会の空転を問題視した県知事が内務大臣に市議会解散の意見書を送付。内務大臣が那覇市会に対して解散命令を発出[23]。

昭和
- 1929年（昭和4年） - このころに那覇市歌を制定（戦災で関連資料が失われ、正確な時期は特定に至らず）。
- 1944年（昭和19年）10月10日 - 那覇を中心とした沖縄県への米軍の大空襲（十・十空襲）により、壊滅的被害を受ける。
- 1945年（昭和20年） - 太平洋戦争での空襲および陸上戦（沖縄戦）により街が壊滅。首里城も破壊された。米軍の全面占領下となり、立入禁止に。

### 現代

#### 第二次世界大戦以降
戦後は、旧那覇市中心部は米軍の管理下に置かれ、軍施設から1マイル以内は立ち入りが許されず、住民の多くは県北部の収容所に移されていた。生活物資不足の解消のため、1945年11月、那覇市壷屋地区の窯業関係者たちがまず帰郷を許され、103人の職人が入市。さらに12月には牧志地区の瓦職人ら136人が入市した。続いて家族や親類縁者が移り住み、これにまぎれて許可のない住民も次々と那覇に住み着いたため、壷屋から新県道（現在の国際通り）の一帯に次々と集落が生まれ、闇市も自然発生的に拡大した。

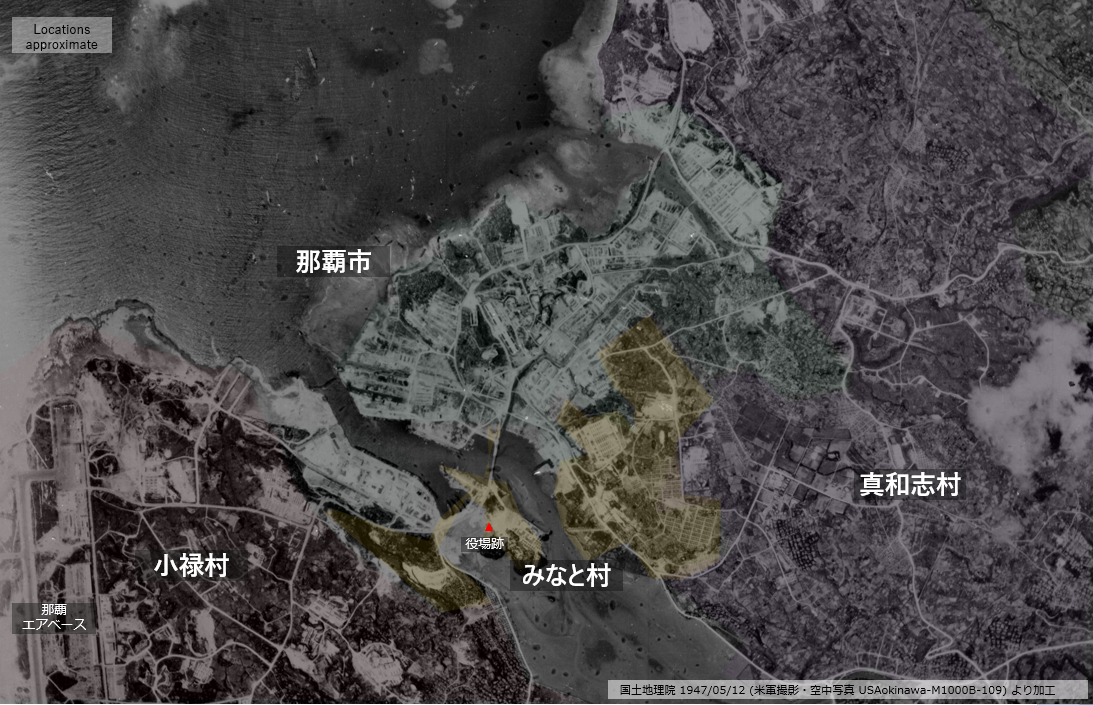
1950年 みなと村を編入、1954年 小禄村を編入、1957年 真和志村を編入。

こうした中、住民の高良一が米軍と直接交渉し、米軍の物資集積所があった新県道沿いの土地（現在のてんぶす那覇あたり）に1948年1月ごろ、映画館「アーニー・パイル国際劇場」を開館させた。以後、周辺は商業地として急速に発展し、新県道は「国際通り」として「奇跡の1マイル」と呼ばれるようになる。
昭和戦後
- 1945年（昭和20年）11月 - 産業復興を名目として陶器製造産業先遺隊が壺屋へ入る。
- 1946年（昭和21年）1月3日 - 糸満地区管内壺屋区役所が設置され、復興が本格化。その後、民政府などの中央機関が那覇へ移転。
- 1947年（昭和22年）3月 - 住民の昼間通行が許可される。以降壺屋にほど近い開南の周辺に青空市が立ち始める[24]。
- 1949年（昭和24年）12月9日 - シーツ米軍政官が「那覇を沖縄の首都とする」と発表。
- 1950年（昭和25年）8月1日 - 島尻郡みなと村を編入。
- 1954年（昭和29年）9月1日 - 首里市及び島尻郡小禄村を編入。
- 1956年（昭和31年）- 立法院で首都建設法が制定され、琉球政府・沖縄の首都としての整備が開始される。
- 1957年（昭和32年）12月17日 - 真和志市を編入。
- 1965年（昭和40年）9月1日 - 市旗を制定する[1]。
- 1972年（昭和47年）5月15日 - 沖縄返還により本土復帰。自衛隊員の家族の住民票拒否など憲法違反の行動を取り、問題となった。
- 1975年（昭和50年）4月1日 - 中頭郡西原町の一部を編入。

平成
- 2003年（平成15年）8月10日 - 沖縄県における戦後初の軌道法による鉄道、沖縄都市モノレール（ゆいレール）が開業。
- 2009年（平成21年）9月24日 - 老朽化した市役所本庁舎を解体し、新たに建設する（2012年12月完成予定）ため、那覇新都心の仮庁舎に一時的に移転[25][26]。
- 2010年（平成22年）4月3日 - 那覇市営奥武山野球場（沖縄セルラースタジアム那覇）が落成[27]。
- 2013年（平成25年）4月1日 - 沖縄県内で初の中核市に移行[28]。
- 2017年（平成29年） - 那覇市歌に戦後の市域拡大を反映した4〜7番を増補。

首里城・西のアザナから望む那覇市のパノラマ画像

## 行政

### 首長

#### 現職市長
- 市長：知念覚 - 2022年（令和4年）11月16日就任、1期目[29]
- 副市長：久場健護

#### 歴代首長
那覇区長
『那覇市議会史 第1巻 通史編』による。
- 官選
  - 太田祥介：1896年4月 - 1898年
  - 齋藤用之助：1898年 - 1908年3月31日
- 公選（区会選任制）
  - 喜入休：1908年5月15日 - 1911年7月29日
  - 当間重慎：1911年9月16日 - 1919年11月1日
  - 山城正馴：1919年11月9日 - 1921年5月19日

那覇市旗
那覇市章

那覇市長
| 期       | 氏名       | 就任年月                | 退任年月                    |
| -------- | ---------- | ----------------------- | --------------------------- |
| 市長代理 | 山城正馴   | 1921年（大正10年）05月  | 1921年（大正10年）09月      |
| 1        | 當間重慎   | 1921年（大正10年）09月  | 1923年（大正12年）09月      |
| 2        | 麓純義     | 1923年（大正12年）12月  | 1925年（大正14年）07月      |
| 3        | 岸本賀昌   | 1925年（大正14年）10月  | 1928年（昭和03年）02月      |
| 4        | 小嶺幸慶   | 1928年（昭和03年）03月  | 1931年（昭和06年）07月      |
| 5        | 照屋宏     | 1931年（昭和06年）08月  | 1935年（昭和10年）08月      |
| 6        | 金城紀光   | 1935年（昭和10年）08月  | 1939年（昭和14年）08月      |
| 7        | 當間重剛   | 1939年（昭和14年）09月  | 1941年（昭和16年）12月      |
| 8        | 崎山嗣朝   | 1941年（昭和16年）012月 | 1942年（昭和17年）07月      |
| 9        | 富山德潤   | 1942年（昭和17年）07月  | 不詳                        |
| 臨時市長 | 兼島景義   | 1945年（昭和20年）04月  | 1945年（昭和20年）07月 戦死 |
| 10       | 當間重剛   | 1946年（昭和21年）04月  | 1946年（昭和21年）06月      |
| 11       | 東恩納寛仁 | 1946年（昭和21年）07月  | 1948年（昭和23年）02月      |
| 12       | 仲本為美   | 1948年（昭和23年）03月  | 1949年（昭和24年）11月      |
| 市長代理 | 賀數世隆   | 1949年（昭和24年）11月  | 1949年（昭和24年）12月      |
| 13       | 當間重民   | 1949年（昭和24年）12月  | 1952年（昭和27年）02月      |
| 14       | 又吉康和   | 1952年（昭和27年）03月  | 1953年（昭和28年）09月 死去 |
| 15       | 當間重剛   | 1953年（昭和28年）11月  | 1956年（昭和31年）11月      |
| 16       | 瀨長龜次郎 | 1957年（昭和32年）01月  | 1957年（昭和32年）11月      |
| 臨時市長 | 東江誠忠   | 1957年（昭和32年）11月  | 1958年（昭和33年）01月      |
| 17       | 兼次佐一   | 1958年（昭和33年）01月  | 1962年（昭和37年）01月      |
| 18-19    | 西銘順治   | 1962年（昭和37年）01月  | 1968年（昭和43年）10月      |
| 20-23    | 平良良松   | 1968年（昭和43年）12月  | 1984年（昭和59年）11月      |
| 24-27    | 親泊康晴   | 1984年（昭和59年）12月  | 2000年（平成12年）11月      |
| 28-31    | 翁長雄志   | 2000年（平成12年）12月  | 2014年（平成26年）10月      |
| 32-33    | 城間幹子   | 2014年（平成26年）11月  | 2022年（令和4年）11月       |
| 34       | 知念覚     | 2022年（令和4年）11月   | 現職                        |

- 市の日：7月8日

- 那覇市旗
- 那覇市章

### 市民意見提出制度
市民生活に広く影響を及ぼす市の計画や条例などを立案するにあたって、那覇市民に対しこれらの案の趣旨や内容などを公表し、それに対する意見を広く募集する制度を設けている。また、その結果も公表している。
従来はパブリックコメントとして試行していたものが手直しされ、2005年（平成17年）度より現行制度としているものである。

### 行政区画
市域面積の41.46km2に対して、人口密度は7,458人/km2（2025年7月1日現在）で、都道府県庁所在地では東京特別区（15,982人/km2、2025年7月1日現在）、大阪市（12,477人/km2、2025年7月1日現在）、横浜市（8,611人/km2、2025年7月1日現在）に次いで4番目に高い。
全国の都道府県庁所在地で面積が最小である（東京都の都庁所在地を東京23区全域とみなした場合。）。

### 市町村合併
いわゆる平成の大合併においては、南風原町および周辺離島の渡嘉敷村・座間味村・粟国村・渡名喜村・南大東村・北大東村による枠組みで任意協議会が設置され検討が行われた が頓挫し、同協議会も2003年（平成15年）11月4日をもって解散した。なお、上記の町村はいずれも、平成の大合併においては合併の選択を取らなかった。
昭和
- 1950年（昭和25年） 島尻郡みなと村を編入。
- 1954年（昭和29年） 首里市及び島尻郡小禄村を編入。
- 1957年（昭和32年） 真和志市を編入。
- 1975年（昭和50年） 中頭郡西原町の一部を編入。

## 議会

### 市議会
- 議長：金城徹
- 副議長：古堅茂治
- 定数：40人
- 任期：2013年（平成25年）8月4日〜2017年（平成29年）8月3日

| 会派名                     | 議席数 | 所属党派                   |
| -------------------------- | ------ | -------------------------- |
| 公明党                     | 7      | 公明党                     |
| 新風会                     | 7      | 無所属                     |
| 社社市民ネット             | 6      | 社会民主党・沖縄社会大衆党 |
| 日本共産党                 | 5      | 日本共産党                 |
| 自民党                     | 4      | 自由民主党                 |
| ひやみかち那覇・無所属の会 | 3      | 無所属                     |
| 無所属の会                 | 2      | 無所属                     |
| 無所属                     | 3      | 無所属                     |

### 県議会
- 定数：11人
- 定数：那覇市・南部離島選挙区
- 任期：2020年（令和2年）6月10日 - 2024年（令和6年）6月9日

| 議員名     | 会派名         | 備考                   |
| ---------- | -------------- | ---------------------- |
| 翁長雄治   | おきなわ南風   | 新しい風・にぬふぁぶし |
| 上原章     | 公明党         |                        |
| 新垣淑豊   | 沖縄・自民党   |                        |
| 喜友名智子 | 立憲おきなわ   |                        |
| 比嘉瑞己   | 日本共産党     |                        |
| 渡久地修   | 日本共産党     |                        |
| 當間盛夫   | 無所属の会     |                        |
| 比嘉京子   | てぃーだ・平和 | 党籍は沖縄社会大衆党   |
| 西銘啓史郎 | 沖縄・自民党   |                        |
| 崎山嗣幸   | 立憲おきなわ   |                        |
| 仲村家治   | 自由民主党     |                        |

### 衆議院
- 選挙区：沖縄1区（那覇市、渡嘉敷村、座間味村、粟国村、渡名喜村、南大東村、北大東村、久米島町）
- 任期：2021年10月31日 - 2025年10月30日
- 投票日：2021年10月31日
- 当日有権者数：267,939人
- 投票率：55.89％

| 当落 | 候補者名   | 年齢 | 所属党派   | 新旧別 | 得票数   | 重複 |
| ---- | ---------- | ---- | ---------- | ------ | -------- | ---- |
| 当   | 赤嶺政賢   | 73   | 日本共産党 | 前     | 61,519票 | ○    |
| 比当 | 國場幸之助 | 48   | 自由民主党 | 前     | 54,532票 | ○    |
|      | 下地幹郎   | 60   | 無所属     | 前     | 29,827票 |      |

## 国家機関

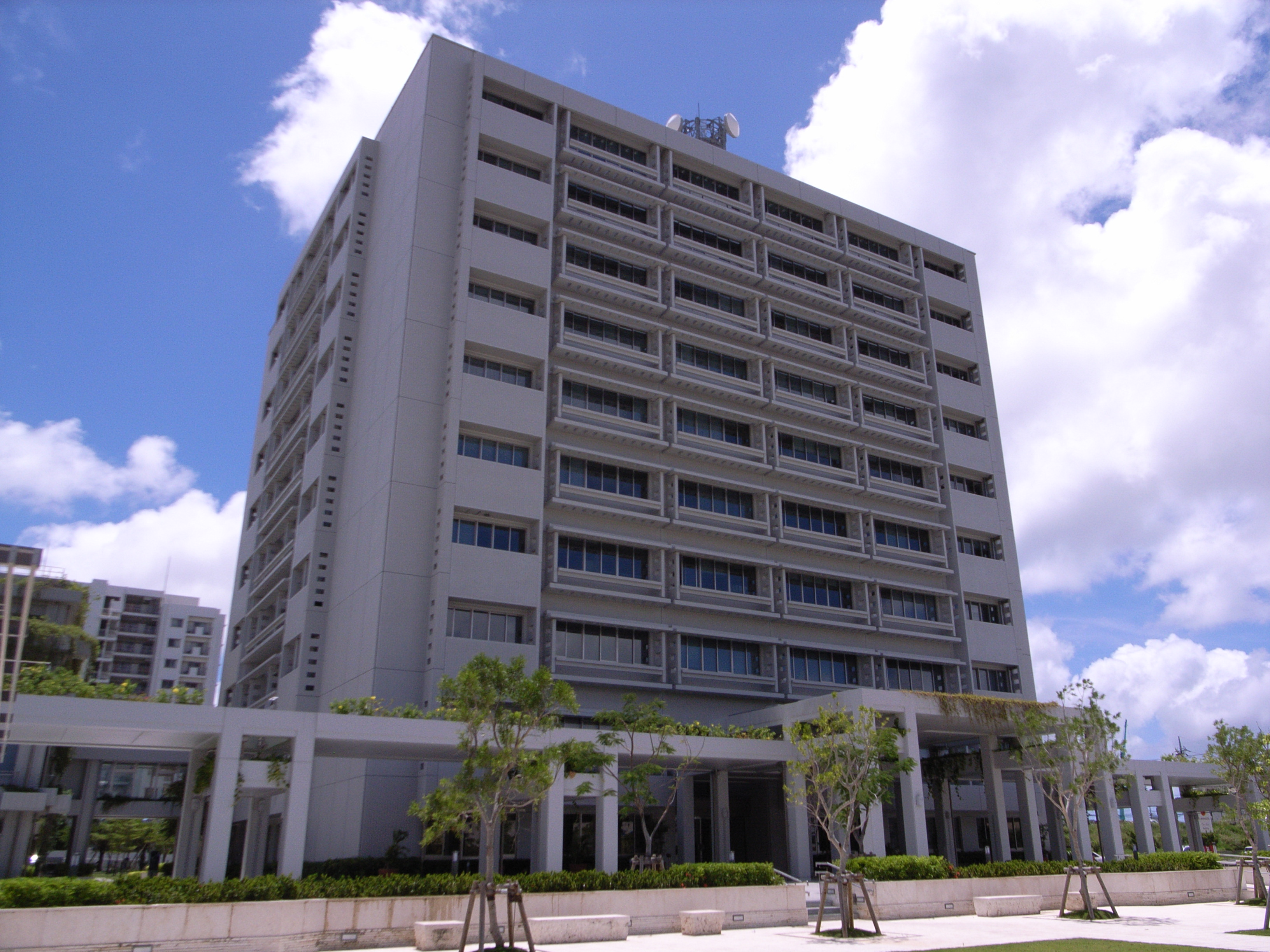
那覇第2地方合同庁舎2号館（沖縄総合事務局）

市内に所在する国の行政機関を以下に列挙した。

### 人事院
- 人事院 沖縄事務所

### 内閣府
- 内閣府 沖縄総合事務局

警察庁
- 九州管区警察局 沖縄県情報通信部

### 総務省
- 沖縄行政評価事務所
- 沖縄総合通信事務所

### 法務省
- 那覇地方法務局
- 九州地方更生保護委員会 那覇分室
- 那覇保護観察所
- 沖縄刑務所 那覇拘置支所
- 那覇少年鑑別所

検察庁
- 福岡高等検察庁那覇支部
- 那覇地方検察庁

公安調査庁
- 九州公安調査局那覇公安調査事務所

出入国在留管理庁
- 福岡出入国在留管理局那覇支局
  - 那覇空港出張所

### 外務省
- 沖縄事務所

### 財務省
- 沖縄地区税関
- 税関研修所 沖縄支所

国税庁
- 沖縄国税事務所
- 税務大学校沖縄研修支所
- 国税不服審判所沖縄事務所

### 厚生労働省
- 九州厚生局沖縄分室、沖縄麻薬取締支所、沖縄事務所
- 那覇検疫所
  - 那覇空港検疫所支所
- 沖縄労働局

### 農林水産省
- 那覇植物防疫事務所
  - 那覇空港出張所
- 動物検疫所 沖縄支所
  - 那覇空港出張所

林野庁
- 九州農林管理局沖縄農林管理署

### 経済産業省
- 那覇産業保安監督事務所

### 国土交通省
- 大阪航空局
  - 那覇空港事務所
  - 神戸航空交通管制部那覇分室
- 国土地理院 沖縄支所

気象庁
- 沖縄気象台
- 那覇航空測候所

海上保安庁
- 第十一管区海上保安本部
- 門司地方海難審判所那覇支所
- 運輸安全委員会那覇事務所

### 環境省
- 九州地方環境事務所 那覇自然環境事務所

### 防衛省
- 沖縄防衛局 那覇防衛事務所

自衛隊
- 陸上自衛隊 第15旅団（那覇駐屯地）
- 海上自衛隊 第5航空群（那覇航空基地）
- 航空自衛隊 南西航空方面隊（那覇基地）
- 自衛隊那覇病院
- 自衛隊沖縄地方協力本部

### 特殊法人
- 沖縄振興開発金融公庫
- 日本年金機構 那覇年金事務所

### 独立行政法人
- 中小企業基盤整備機構 沖縄事務所
- 高齢・障害・求職者雇用支援機構 沖縄支部
- 自動車技術総合機構 沖縄事務所
- 自動車事故対策機構 沖縄支所
- 農畜産業振興機構 那覇事務所

## 施設

### 警察
本部
- 沖縄県警察

警察署
- 那覇警察署 - 市内全域（小禄支所管内・那覇空港など一部を除く）と本島周辺離島（久米島・慶良間諸島・粟国諸島・大東諸島）を管轄している（小禄支所管内・那覇空港・奥武山町・山下町・垣花町は豊見城市にある豊見城警察署の管轄）。

運転免許試験場が市内に存在したが、2011年1月4日に豊見城市へ移転し、沖縄県警察運転免許センターとなった。

### 消防
本部
- 那覇市消防局 - 管轄区域は市内全域。

### 医療

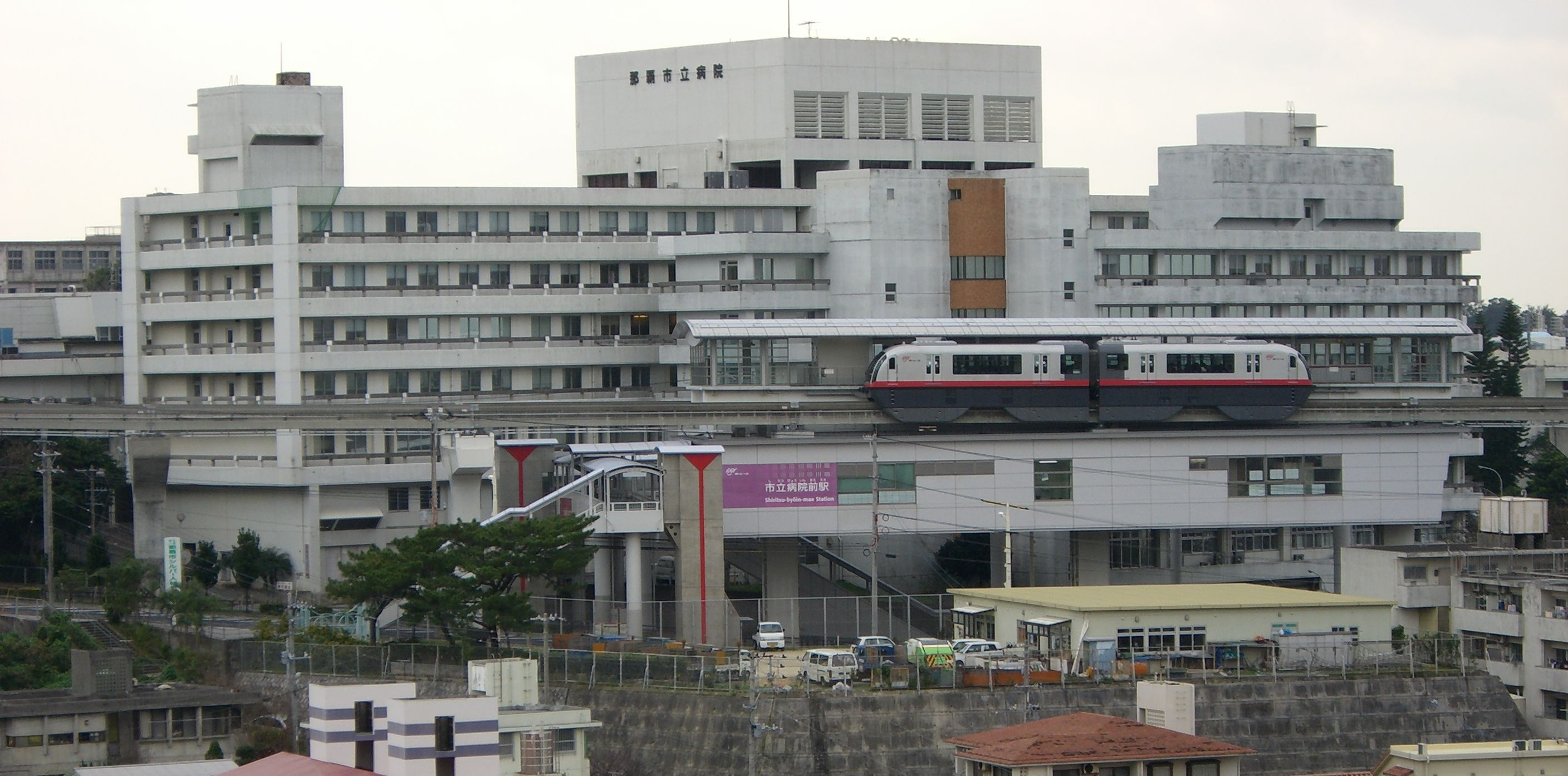
那覇市立病院

与儀にあった沖縄県立那覇病院は南風原町に新設された沖縄県立南部医療センター・こども医療センターに統合され、泉崎にあった泉崎病院はおもろまちメディカルセンターとして上之屋（那覇新都心）に移転した。2009年には沖縄協同病院が豊見城市真玉橋から那覇市古波蔵に、大浜第一病院が市内安里から字天久に移転した。また2010年7月には沖縄赤十字病院が古波蔵から沖縄県立那覇病院の跡地に移転した。
主な病院
- 那覇市立病院（古島2-31-1）
- 日本赤十字社 沖縄赤十字病院（与儀1-3-1）
- 特定医療法人葦の会 オリブ山病院（首里石嶺町4-356）
- 医療法人天仁会 天久台病院（字天久1123）
- 医療法人禄寿会 小禄病院（字小禄547-1）
- 医療法人社団輔仁会 田崎病院（字松川319）
- 医療法人新西会 西武門病院（東町5-22）
- 医療法人おもと会 大浜第一病院（字天久1000）
- 医療法人寿仁会 沖縄セントラル病院（与儀1-26-6）
- 医療法人祥杏会 おもろまちメディカルセンター（上之屋1-3-1）
- 医療法人陽心会 大道中央病院（安里1-1-37）、メディカルプラザ大道中央（大道123）、大道リハビリテーション病院（安里1-468-59）
- 医療法人はごろも会 仲本病院（古島1-22-1）
- 沖縄医療生活協同組合 沖縄協同病院（古波蔵4-10-55）
- 医療法人かびら会 川平病院（古波蔵3-5-25）

福祉施設
- 社会福祉法人沖縄県社会福祉協議会 沖縄県総合福祉センター（首里石嶺町4-373-1）
- 社会福祉法人那覇市社会福祉協議会 那覇市総合福祉センター（金城3-5-4）

保健施設
- 那覇市保健所

### 郵便
市内には3つの集配郵便局がある。
- 那覇中央郵便局

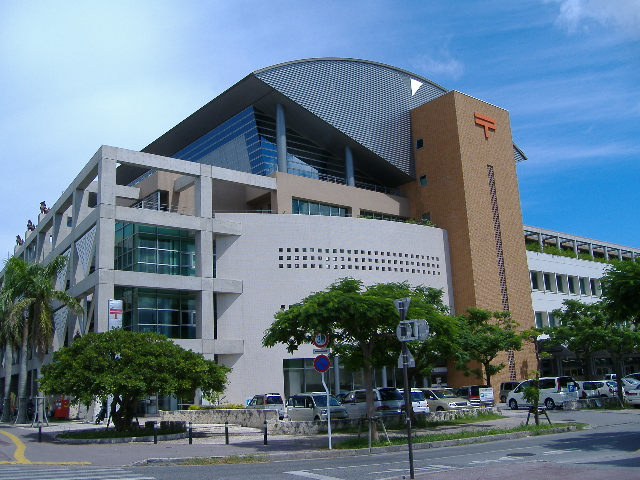
那覇中央郵便局

  - 本庁管内と小禄地域と真和志地域の一部と市外の周辺離島（慶良間・粟国・大東各諸島）を管轄している。
  - 郵便番号は900-00xx、901-01xx（小禄）、901-3xxx（市外の本島周辺離島）（大口事業者は900-85xx、900-86xx、900-87xx、901-019x、901-3x9x）（901-01はもともと小禄郵便局が集配業務を行い管轄していたが、1997年に那覇中央郵便局に集約した。さらに2007年の民営化直前には慶良間・粟国・大東各諸島の沖縄本島周辺離島の集配も受け持つようになった）。
- 那覇東郵便局
  - 管轄は真和志地域（一部を除く）。郵便番号は902-00xx（大口事業者は902-85xx、902-86xx、902-87xx）。
- 首里北郵便局
  - 管轄は首里地域。郵便番号は903-08xx（大口事業者は903-85xx、903-86xx、903-87xx）。

無集配郵便局
- 真嘉比郵便局
- 曙郵便局
- 安謝郵便局
- 那覇新都心郵便局
- 泊郵便局
- 牧志郵便局
- 開南郵便局
- 那覇久茂地郵便局
- 美栄橋郵便局

- 沖縄県庁内郵便局
- 古波蔵郵便局
- 那覇久米郵便局
- 東町郵便局
- 那覇空港内簡易郵便局（一時閉鎖中）
- 小禄鏡原郵便局
- 小禄泉原郵便局
- 小禄前原郵便局
- 小禄郵便局

- 小禄宇栄原郵便局
- 小禄金城郵便局
- 那覇三原郵便局
- 大道郵便局
- 真和志郵便局
- 一日橋郵便局
- 那覇上間郵便局
- 那覇国場郵便局

- 与儀郵便局
- 那覇長田郵便局
- 首里末吉郵便局
- 首里大名郵便局
- 首里郵便局
- 首里汀良郵便局
- 首里当蔵郵便局
- 首里山川郵便局
- 首里寒川郵便局

### 図書館
- 沖縄県立図書館
- 那覇市立図書館
- 沖縄県立博物館・美術館

### 集会施設
- 那覇市民会館（休館中、取り壊し予定）
- 那覇文化芸術劇場なはーと

### 公園
- 新都心公園
- 与儀公園
- 末吉公園
- 若狭海浜公園

### 運動施設
主な運動施設
- 沖縄県営奥武山公園
  - 那覇市営奥武山野球場（沖縄セルラースタジアム那覇）

旧施設が老朽化のため解体され、2010年に新球場が完成した。また、2011年には、本野球場を中心とした奥武山公園を読売ジャイアンツの二次キャンプ地として使用することが決定した。

## 対外関係

### 姉妹都市・提携都市
日本国内に2都市、国外に3都市との姉妹・友好都市をそれぞれ締結している。

#### 国内
姉妹都市
- 日南市（九州地方 宮崎県）
1969年（昭和44年）4月24日 - 姉妹都市提携締結。
- 川崎市（関東地方 神奈川県）
1996年（平成8年）5月20日 - 姉妹都市提携締結。

#### 海外
姉妹都市
- ハワイ州ホノルル（アメリカ合衆国 ハワイ州）
1961年（昭和36年）1月10日 - 姉妹都市提携締結。
- サンビセンテ（ブラジル連邦共和国 サンパウロ州）
1978年（昭和53年）10月23日 - 姉妹都市提携締結。

提携都市
- 福州市（中華人民共和国 福建省）
1981年（昭和56年）5月20日 - 友好都市提携締結。

### 外国公館など

#### 領事館
総領事館
- 在那覇アメリカ合衆国総領事館（実際に那覇市内に設置されていたのは1987年まで。以降の所在地は浦添市だが、通称で「在那覇」総領事館と呼ばれる）
- 台北駐日経済文化代表処那覇分処

### 軍事施設

#### 専用施設
- 嘉手納飛行場（所在地は、嘉手納町・北谷町・沖縄市）

#### 共同利用施設
- 那覇港湾施設

## 経済

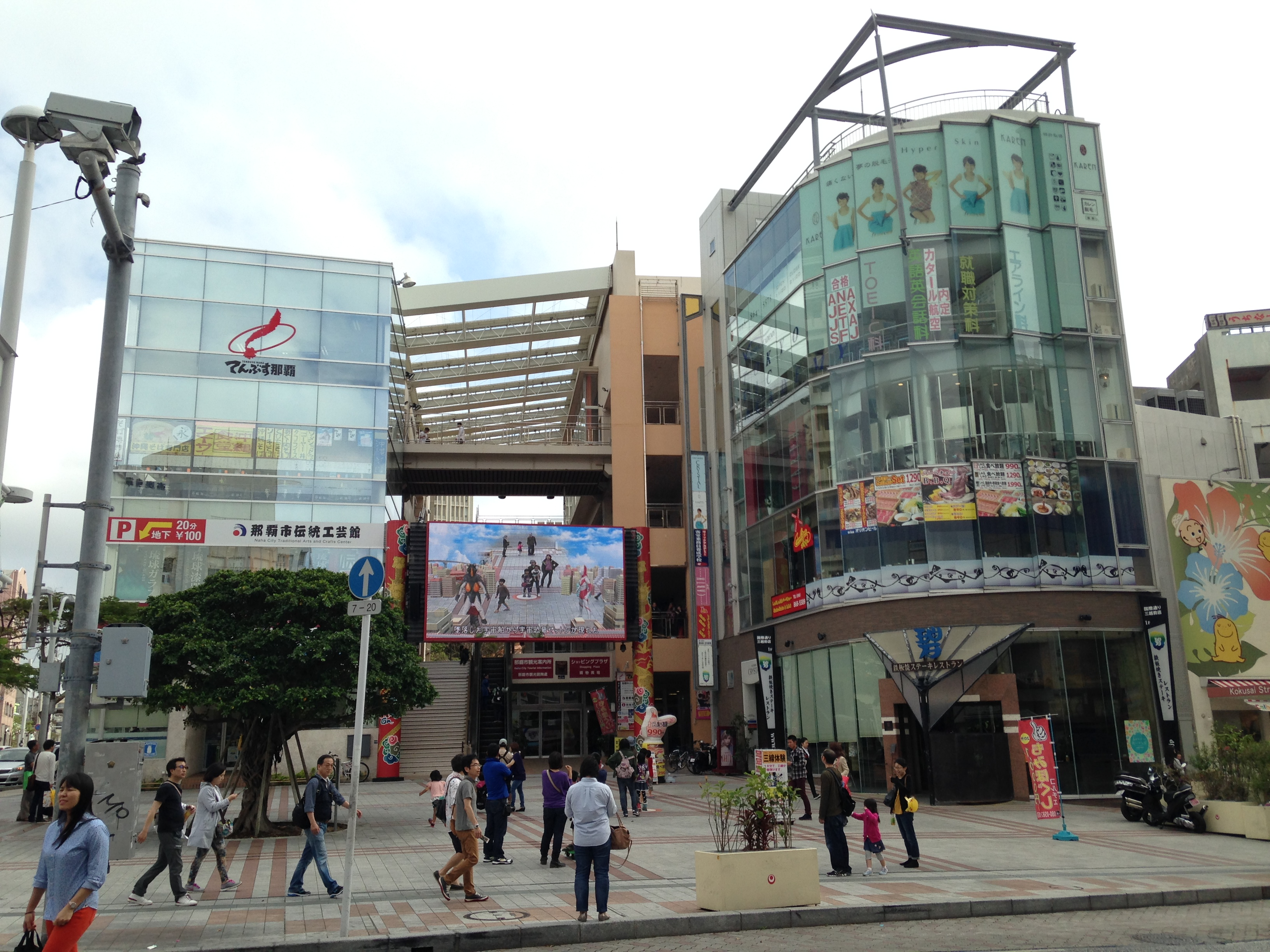
てんぶす那覇

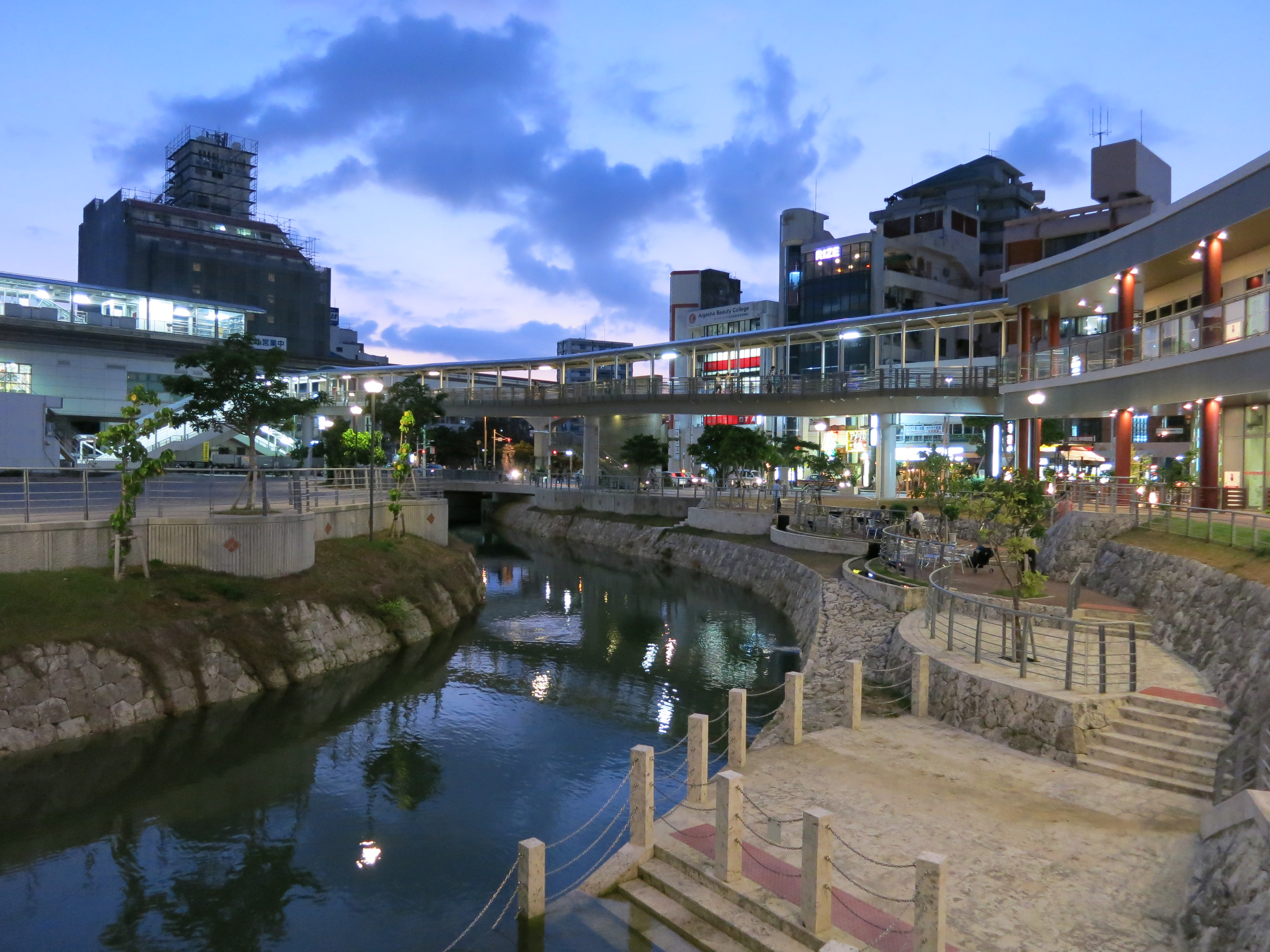
さいおんスクエア

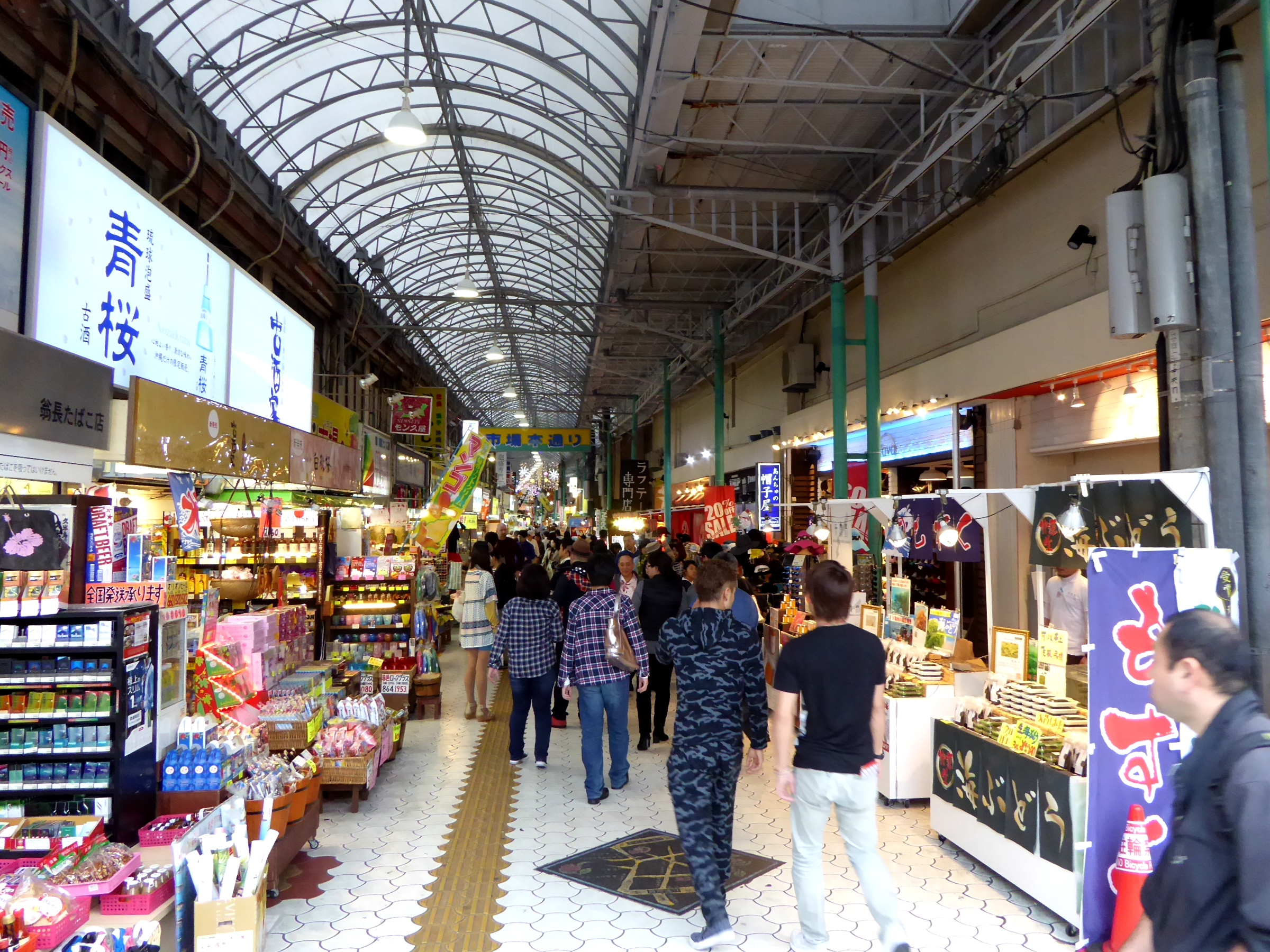
市場本通り

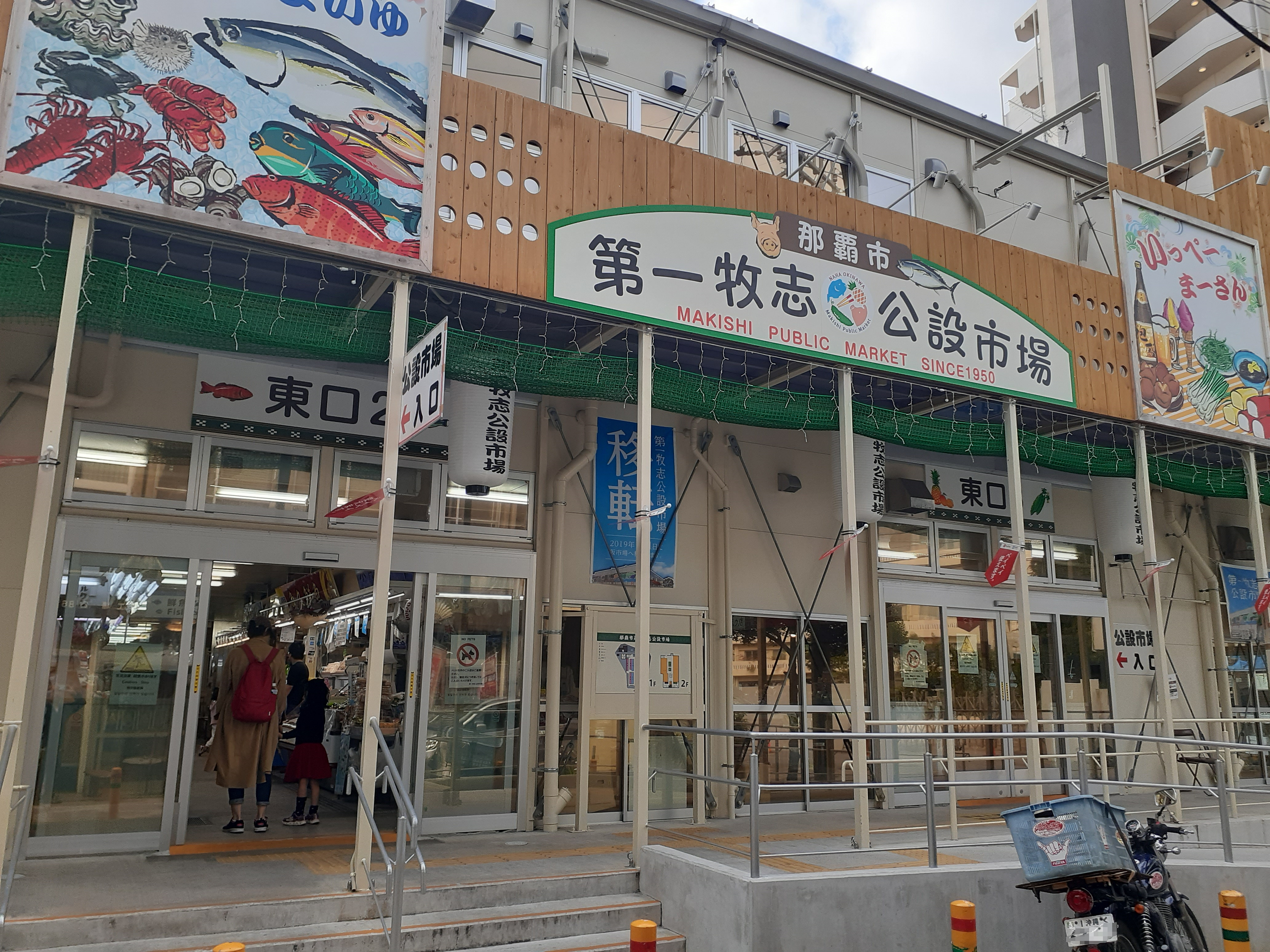
牧志公設市場

### 第三次産業
観光業が盛んである故、全事業所数に対する第三次産業の事業所数の割合は約93.3%と非常に高く、農業・漁業などの第一次産業は著しく少ない。また業種別では小売業（26.3%）、飲食・宿泊業（20.7%）、不動産業（11.9%）とサービス業が目立つ。
また、市内に那覇空港があることから、ビジネス客や観光客の多くが那覇を訪れている。中心市街地の国際通りは、従来は地元の人を対象とした店が多かったが、観光客の増加により観光客相手の土産品店が増え、現在では常時観光客で賑わいを見せている。
小売業と卸売業を合わせた年間商品販売額は8,269億円（令和3年）

#### 商業
主な商業施設
- 国際通り周辺
  - パレットくもじ
  - 牧志公設市場
  - D-naha
  - てんぶす那覇
  - 沖縄三越（2014年閉店）
- 那覇新都心
  - サンエー那覇メインプレイス
  - 天久りうぼう楽市
  - DFSギャラリア・沖縄
- 小禄地区
  - イオン那覇ショッピングセンター

### 金融機関
- 日本銀行那覇支店
- 琉球銀行
- 沖縄銀行
- 沖縄海邦銀行
- 沖縄県労働金庫
- 沖縄県農業協同組合（JAおきなわ）
- コザ信用金庫（本店は沖縄市） 那覇支店・開南支店・安里支店・小禄支店
- みずほ銀行（本店は東京都） 那覇支店
- 鹿児島銀行（本店は鹿児島県）沖縄支店・新都心支店
- 商工組合中央金庫（本店は東京都） 那覇支店
- ゆうちょ銀行（本店は東京都） 那覇支店（美栄橋郵便局内）

### 本社を置く企業
公共交通の便がよく、政治・文化の中心地であることから多くの本社が存在するが、広い土地を得るのが難しく、周辺市町村より地価も高いため、広大な土地を必要とする企業の本社は、郊外（那覇市外）に立地することが多い。
- 國場組
- 金秀本社
- 大同火災海上保険
- 沖縄セルラー電話
- 沖縄バス
- 那覇バス
- 沖縄都市モノレール
- 琉球エアーコミューター
- 日本トランスオーシャン航空

- トランスコスモスCRM沖縄
- CSKコミュニケーションズ
- コーラルバイオテック
- 沖縄岡崎運輸
- 沖縄三越
- リウボウ
- 沖縄ポッカコーポレーション
- 沖縄製粉
- 瑞穂酒造
- アクシオヘリックス

### 拠点を置く企業
- パイロットコーポレーション沖縄営業所

## 情報・通信

### マスメディア

#### 新聞社
地方紙
- 琉球新報
- 沖縄タイムス

那覇と全国紙
朝日新聞や毎日新聞・読売新聞などの全国紙は、輸送事情により、当日朝刊は前日夕刊と一緒に午後に配達している。そのため那覇市はもとより、沖縄県内では駅売などの直接販売がない。
米軍基地問題関連など、安全保障に関するニュースが都度発信される場所柄、全国紙は、「那覇支局」・「那覇総局」（朝日新聞）を開設している。
なお、2008年11月1日より、日本経済新聞が琉球新報社による委託印刷を開始（全国紙初）。朝夕刊共、地方紙と同時に配達を開始している（2008年6月20日付日本経済新聞朝刊より）。

#### 放送局
テレビ放送
- NHK沖縄放送局（総合・地デジ1ch／教育・地デジ2ch／ラジオ第1・549 kHz／第2・1125 kHz／FM・88.1 MHz）
- 琉球放送（テレビJNN (TBS) 系列・地デジ3ch／ラジオJRN系列・738 kHz）
- 琉球朝日放送（ANN（テレビ朝日）系列。地デジ5ch）
- 沖縄テレビ放送（FNN/FNS（フジテレビ）系列。地デジ8ch）

ラジオ放送
- ラジオ沖縄（NRN系列・864 kHz）
- エフエム那覇（fm那覇・コミュニティFM・78.0 MHz）
- エフエム琉球（FMレキオ・コミュニティFM・80.6 MHz）
  - エフエム沖縄（JFN系列）の本社は浦添市にある。5大都市圏（首都圏・関西圏・中京圏・北海道・福岡県）以外で県域民放ラジオ局が3局以上あるのは沖縄以外にない。かつては新潟県も3局あったが、FM PORTの廃局に伴い現在は2局に戻っている。

## 生活基盤

### ライフライン

#### 電力
1972年の日本復帰時に琉球電力公社から沖縄電力に移行し、以後は那覇市を含む県内全域で沖縄電力が供給している。発電形態としては沖縄県の地域性として水力や原子力によるものは困難であることから、大半を火力発電に依存している。

#### ガス
1960年以来、沖縄ガスが市内で都市ガスの供給を行っている。2015年3月末での供給世帯数は約63,000世帯。供給区域は那覇市のほぼ全域に及ぶ。

#### 上下水道
上水道
上水道は戦前は宜野湾市の湧水を利用した給水を行っていたが、沖縄戦で施設の多くが破壊され、戦後、本格的に水道事業を再開したのは、1954年3月の泊浄水場の返還以降である。主な水源地は沖縄本島北部、やんばると呼ばれる地域のダムとなっている。
2009年現在、沖縄県企業局からの供給に全面的に依存している。米軍統治時代には、米軍から水道水の供給を受けたこともある。なお、渇水による給水制限がたびたび実行されており、最も顕著な例として、1989年度は、3月6日から31までの26日間、更に翌1990年度は4月1日から26日まで26日間、地域別で24時間の隔日給水がなされた事がある。しかしながら1993年度を最後に渇水による断水は実施されていない。
2009年度末現在の一日最大配水量は159,810m3となっている。ちなみに最大の大口利用者は、航空自衛隊那覇基地である。
下水道
下水道が整備されはじめたのは、1969年からであり、2011年度末時点での下水道普及率は89.1%となっている。各所にポンプ施設があるが、最終的には沖縄県那覇市西にある那覇浄化センター（みずクリン那覇）で処理、放出される。1日の最大処理量は、約179,000m3であるが、那覇市の事業計画 では、2009年度で1日当たり最大で163,500m3となっている。

#### 電信
復帰前は市外局番が08（隣接する当時の豊見城・南風原両村も同じ局番だった）で、2 - 5と8の5つの1桁の市内局番が存在していた（当時の那覇市内の電話番号表記はほとんどが市外局番の08を省略していた）。復帰前年の1971年にこれまでの市内局番の頭に1桁増やし2桁となった（2 - 4は頭に3がついて32 - 34、5は55、8は68にそれぞれ変更）。復帰と同時に市外局番が0988となり、数年間で半分以上の地域の市内局番が変更された（市西部は60番台、小禄は57 - 59、首里など市北東部が84 - 87に変更）。そして1990年12月には市外局番が現在の098に変更され、これまでの市外局番の末尾だった「8」が市内局番の頭となり3桁化された。0988時代は那覇市のほか隣接する浦添市・南風原町・豊見城村のみだったが、098になった後は恩納村・宜野座村以南の沖縄本島中南部全域と周辺離島（久米島・慶良間諸島・粟国諸島）も同じ市外局番となり、沖縄県内の大半がこの市外局番のエリアとなった（単位料金区域が同じ那覇MAであるため）。沖縄県内向けには那覇市も含めこれらの地域の電話番号を紹介するとき、市外局番の098を省略することが多々ある（テレビやラジオでも省略する）。逆にエリア外である名護市以北の本島北部や先島諸島では市外局番が0980であるため「0980-xx-yyyy」と電話番号表記するところを間違って「098-0xx-yyyy」と表記する場合も時々ある。
那覇市内の市内局番は3桁化後、8から始まっていたが、1990年代後半から「941」や「951」といった9から始まる市内局番も出てきている（逆に糸満市や南城市などの本島南部では9から始まっていたが、8から始まる市内局番が出てきた）。

#### 衛生処理
- 那覇市・南風原町環境施設組合（市に隣接する南風原町新川にごみ処理施設などがある）

## 教育

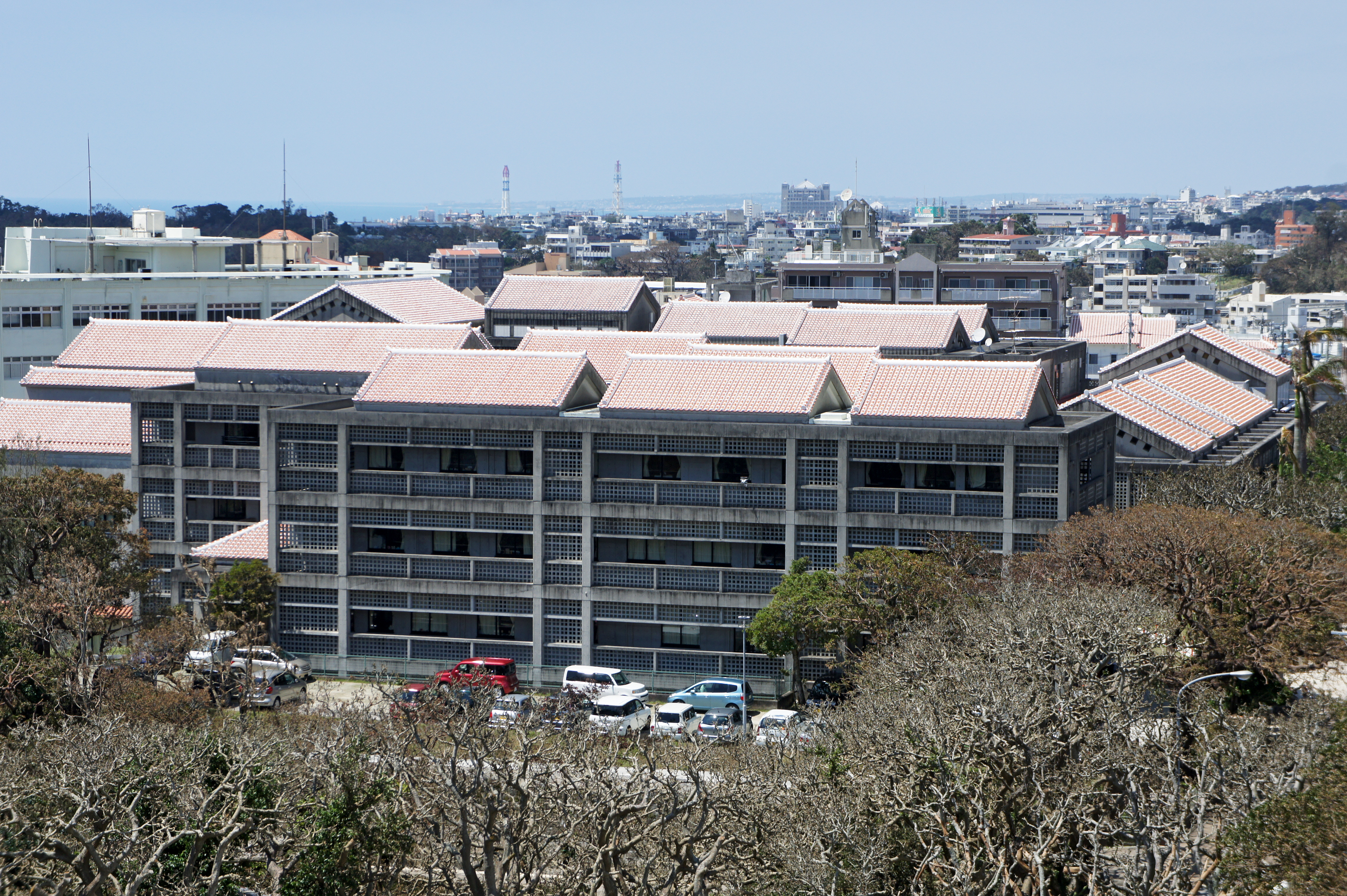
沖縄県立芸術大学

特記のないものは公立学校である。

### 大学・短期大学
- 沖縄県立看護大学
- 沖縄県立芸術大学
- 沖縄大学（私立）

### 高等学校
- 沖縄県立首里高等学校
- 沖縄県立那覇高等学校
- 沖縄県立小禄高等学校
- 沖縄県立真和志高等学校

- 沖縄県立首里東高等学校
- 沖縄県立那覇西高等学校
- 沖縄県立泊高等学校
- 沖縄県立那覇国際高等学校

- 沖縄県立沖縄工業高等学校
- 沖縄県立那覇商業高等学校
- 沖縄尚学高等学校（私立、中高を併設）
- 興南高等学校（私立、中高を併設）

- クラーク記念国際高等学校 沖縄キャンパス（私立） ※単位制・通信制。北海道深川市に所在し、キャンパスが日本各地に設置されている。
- ヒューマンキャンパス高等学校 那覇学習センター（私立） ※単位制・通信制。名護市に所在し、キャンパスが日本各地に設置されている。
- 未来高等学校 沖縄学習センター（私立） ※通信制。愛媛県松山市に所在し、キャンパスが日本各地に設置されている。

#### 閉校した高校
- 沖縄女子短期大学附属高等学校（私立）

### 中学校
- 那覇市立安岡中学校
- 那覇市立首里中学校
- 那覇市立真和志中学校
- 那覇市立石田中学校
- 那覇市立那覇中学校

- 那覇市立上山中学校
- 那覇市立神原中学校
- 那覇市立寄宮中学校
- 那覇市立古蔵中学校
- 那覇市立小禄中学校

- 那覇市立松島中学校
- 那覇市立城北中学校
- 那覇市立鏡原中学校
- 那覇市立松城中学校
- 那覇市立仲井真中学校

- 那覇市立金城中学校
- 那覇市立石嶺中学校
- 沖縄尚学高等学校附属中学校（私立、中高を併設）
- 興南中学校（私立、中高を併設）

### 小学校
2014年4月1日より久茂地小学校と前島小学校は統合され「那覇小学校」となる。
- 那覇市立天久小学校
- 那覇市立安謝小学校
- 那覇市立城東小学校
- 那覇市立城北小学校
- 那覇市立城西小学校
- 那覇市立城南小学校
- 那覇市立真嘉比小学校
- 那覇市立泊小学校
- 那覇市立大道小学校
- 那覇市立松川小学校
- 那覇市立識名小学校

- 那覇市立壺屋小学校
- 那覇市立若狭小学校
- 那覇市立那覇小学校
- 那覇市立久茂地小学校（旧）
- 那覇市立前島小学校（旧）
- 那覇市立神原小学校
- 那覇市立真和志小学校
- 那覇市立与儀小学校
- 那覇市立城岳小学校

- 那覇市立天妃小学校
- 那覇市立開南小学校
- 那覇市立垣花小学校
- 那覇市立小禄小学校
- 那覇市立高良小学校
- 那覇市立宇栄原小学校
- 那覇市立松島小学校
- 那覇市立古蔵小学校
- 那覇市立上間小学校

- 那覇市立大名小学校
- 那覇市立石嶺小学校
- 那覇市立仲井真小学校
- 那覇市立金城小学校
- 那覇市立曙小学校
- 那覇市立小禄南小学校
- 那覇市立真地小学校
- 那覇市立さつき小学校
- 那覇市立銘苅小学校

### 特別支援学校
- 沖縄県立那覇特別支援学校
- 沖縄県立那覇みらい支援学校

県内で唯一、給食費の値上げを実施。「学校給食を無料にする自治体」や「独自の予算で助成制度を設けている自治体」がある中、那覇市は、2016年4月から給食費の値上げに踏み切った。無料の自治体とは最大で年間約5万円の差があり、那覇市の中学校は、県内の給食費で、最も高い。

## 交通

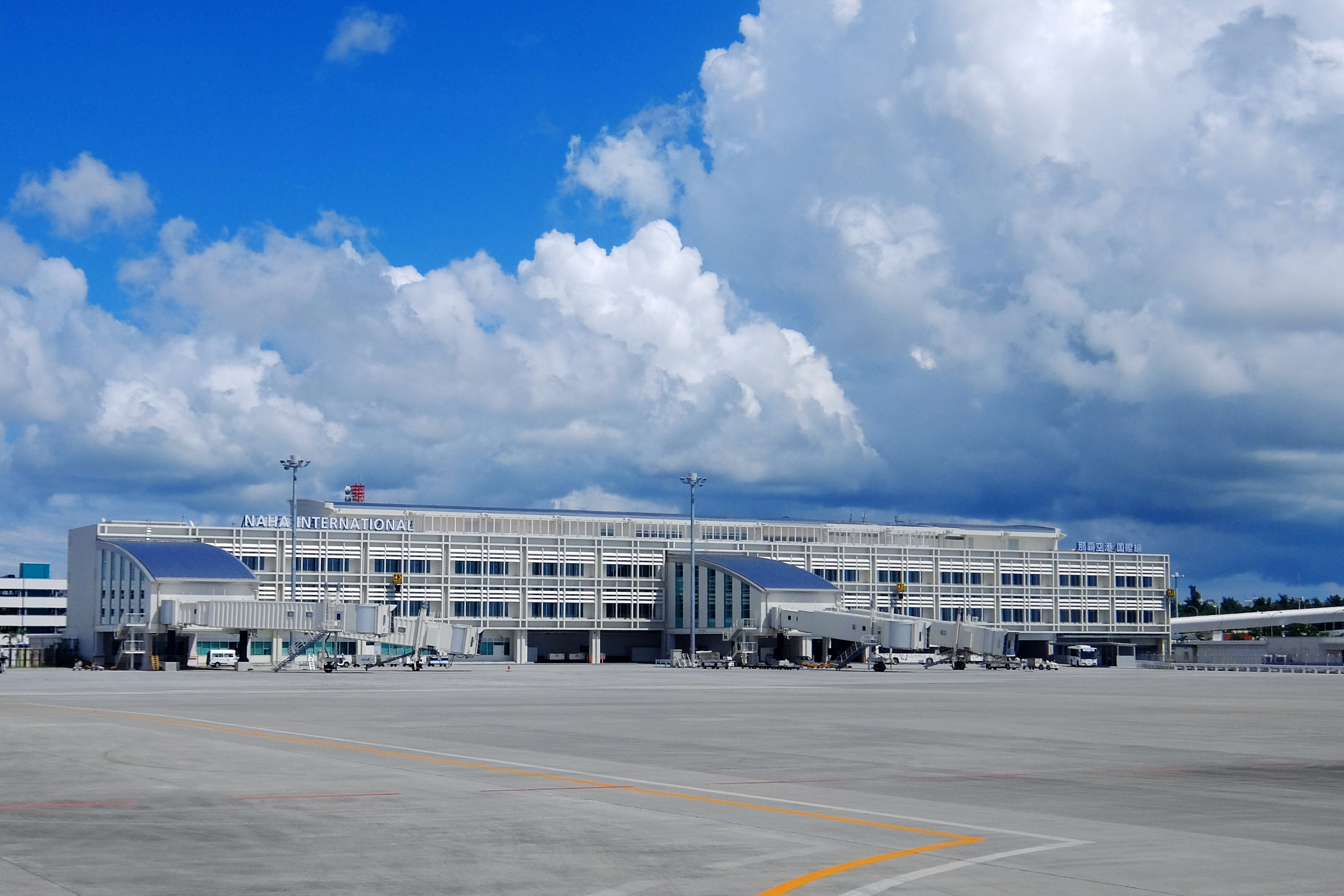
那覇空港(増築前の国際線ターミナル)

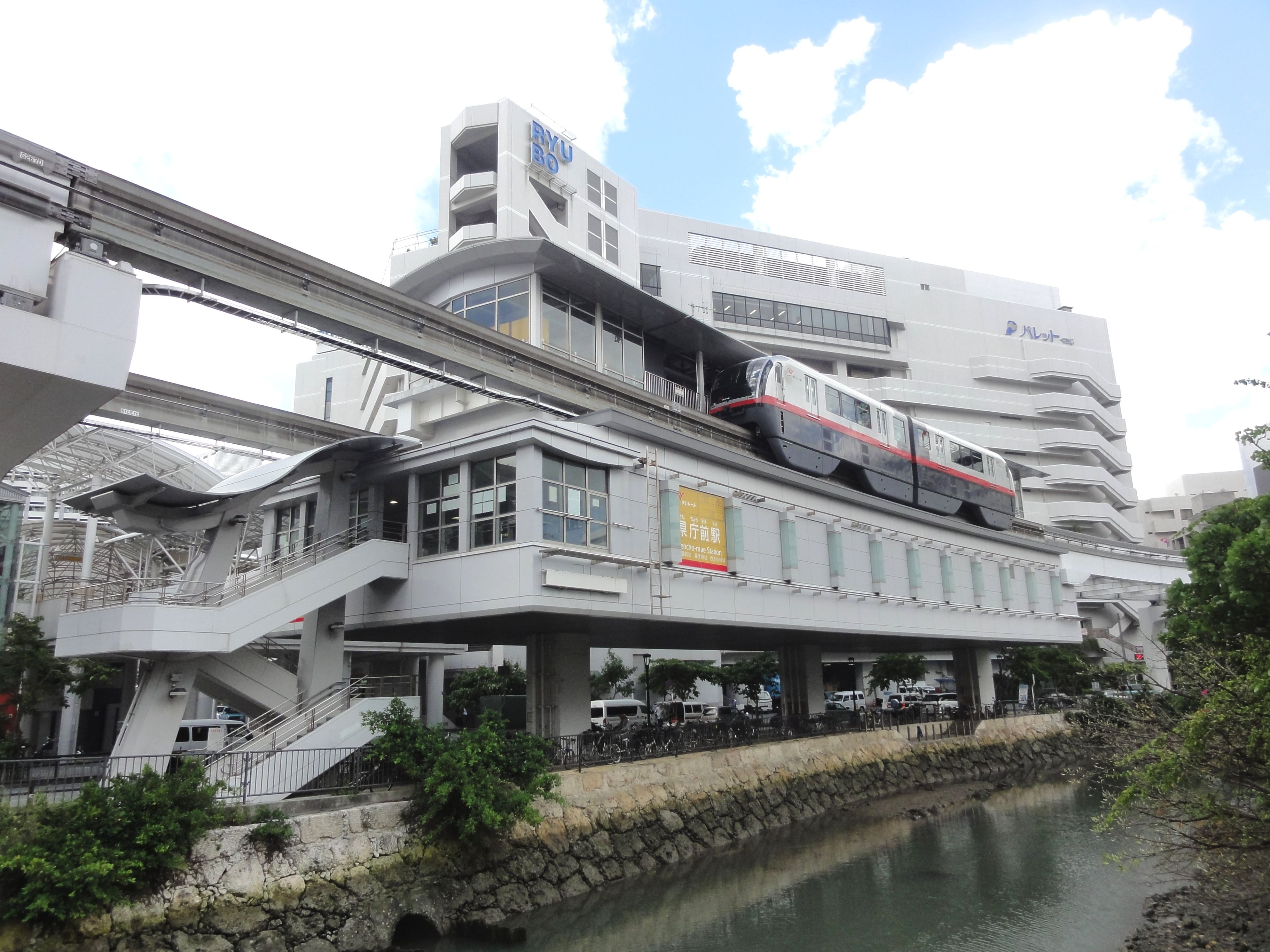
沖縄都市モノレール 県庁前駅

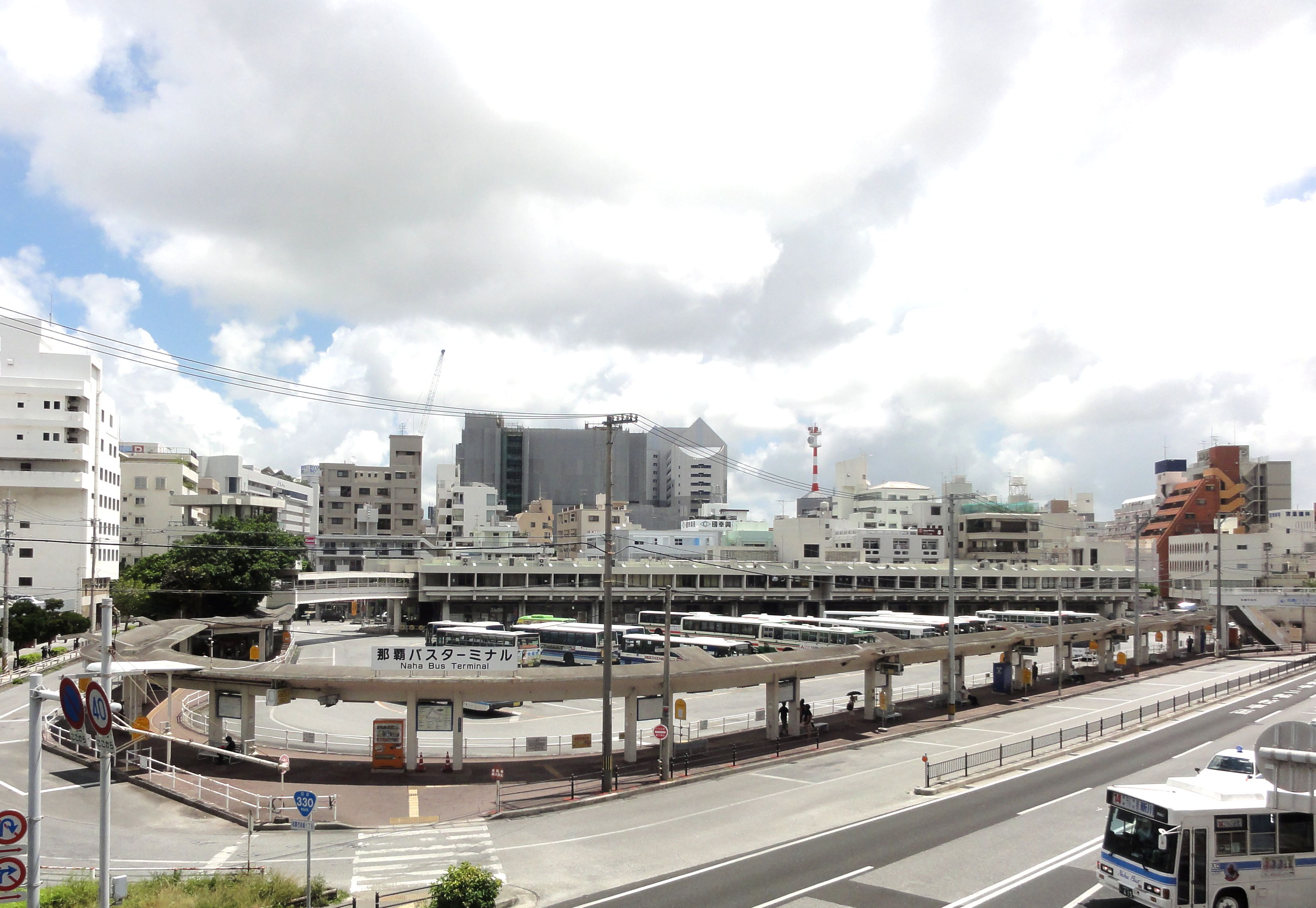
旧那覇バスターミナル

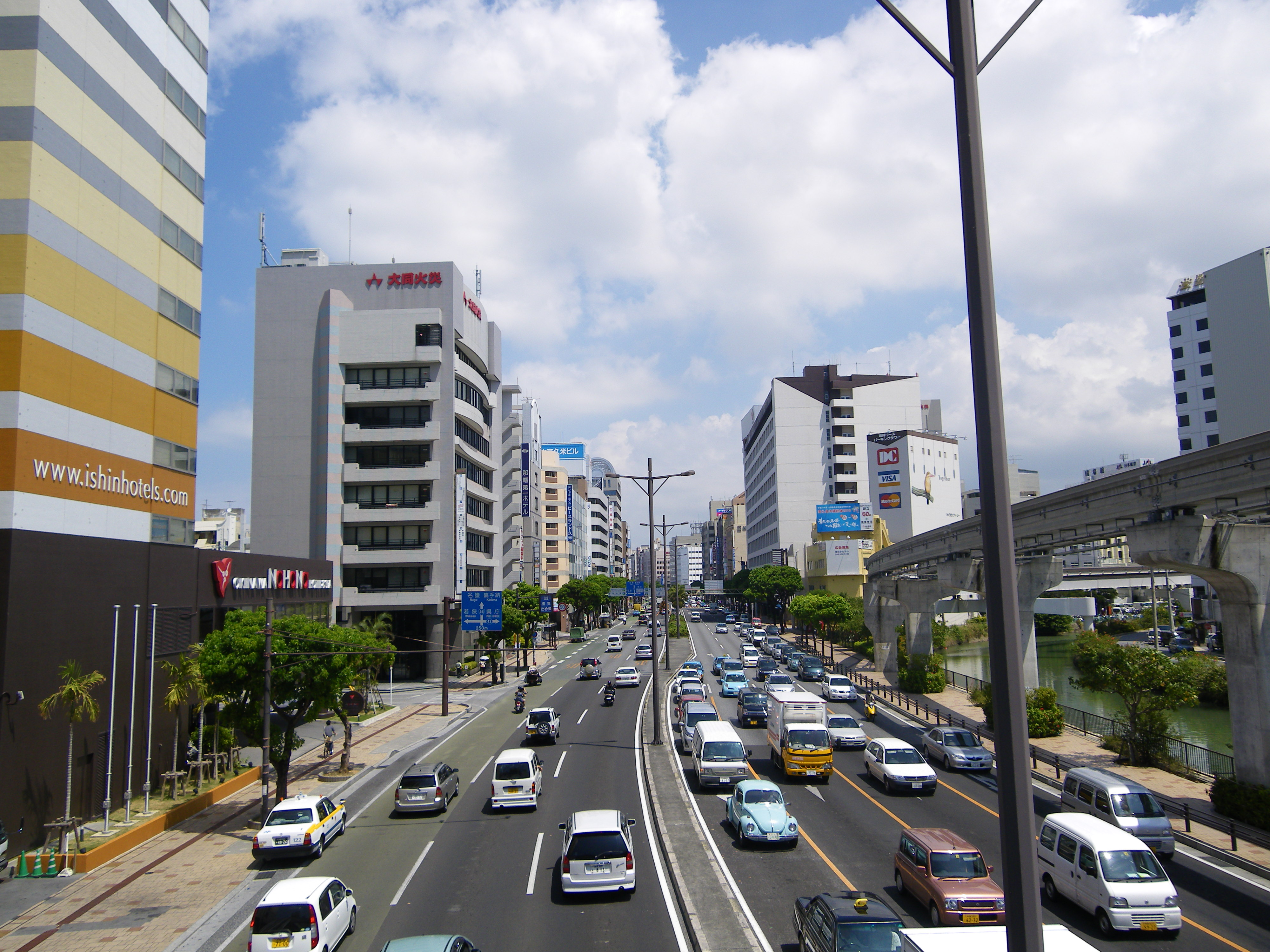
国道58号

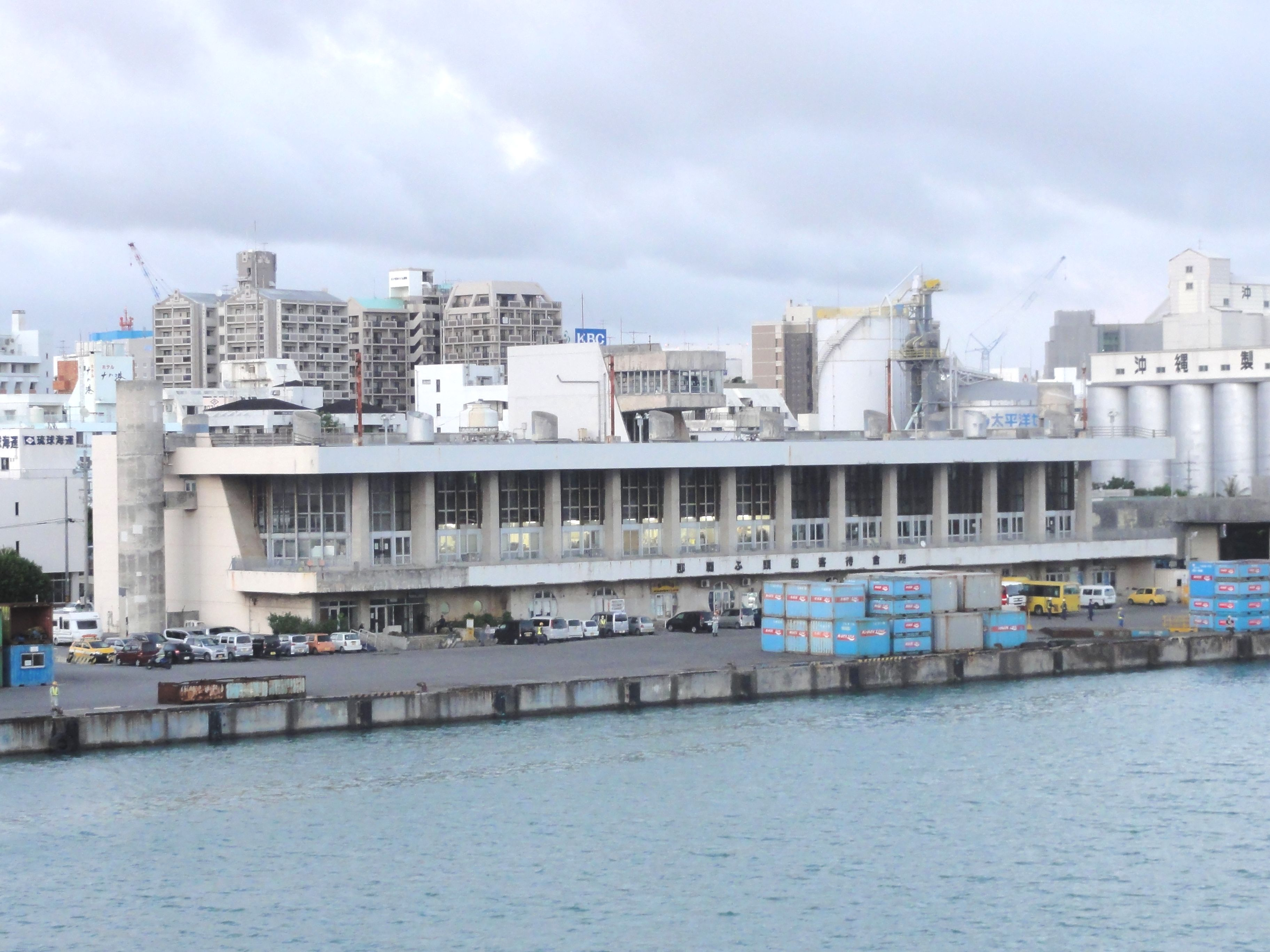
那覇港

中心市街地では、戦後スプロール現象によって十分な都市基盤整備がされないまま無秩序な市街化が進んだ為、ほとんどの道路が幅員12m以下であり、慢性的な交通渋滞を起こしている。特に、国際通りやその他幹線道路の機能を補完する道路がほとんど無く、あるいは幅員が狭い区間が多い為、国際通りやその他幹線街路に余計に負担が掛かっている。
これらの渋滞を解決すべく沖縄都市モノレール線ゆいレールが開設された。また、中心市街地における駐車場の小規模さも課題の一つであり、改善が急がれている。
なお、沖縄県における県外交通の要所であり、国内でも有数の基幹空港である那覇空港と、県内外への航路が集中している那覇港がある。

### 空路

#### 空港
- 那覇空港

### 鉄道
大正時代は沖縄県営鉄道の与那原線、嘉手納線、糸満線と沖縄電気の路面電車が市内を走り、糸満馬車軌道も市内に乗り入れていたが、昭和に入ると沖縄電気の路面電車と糸満馬車軌道がバスとの競争に敗れて廃止され、残った沖縄県営鉄道も第二次世界大戦末期に運用を停止。その後の沖縄戦で破壊されてしまい、戦後もアメリカ軍統治下の沖縄で再び敷設されることはなかったが、2003年（平成15年）8月10日に、戦後初の営業用鉄道である沖縄都市モノレール線（ゆいレール）が開業し、沖縄に再び軌道交通が復活した。普通鉄道の路線は無い那覇市及び沖縄県であるが、ゆいレールは渋滞解消の切り札として注目されている。ゆいレールは2019年（令和元年）10月1日に浦添市のてだこ浦西駅まで延伸され、那覇市には石嶺駅が開業した。
普通鉄道の路線が通らない市としては最も人口が多い。都道府県庁所在地の中では、唯一JR線が通っていない。人口30万人以上の特別区及び市の中でJRの駅もなくJR路線自体が通らないのは那覇市の他には、東京都世田谷区・練馬区、愛知県豊田市、大阪府豊中市がある。
沖縄都市モノレール
- 沖縄都市モノレール線：那覇空港駅 - 赤嶺駅 - 小禄駅 - 奥武山公園駅 - 壺川駅 - 旭橋駅 - 県庁前駅 - 美栄橋駅 - 牧志駅 - 安里駅 - おもろまち駅 - 古島駅 - 市立病院前駅 - 儀保駅 - 首里駅 - 石嶺駅

市役所最寄り駅は県庁前駅。那覇市首里石嶺町北部の最寄り駅は経塚駅（浦添市）。

### 路線バス
沖縄都市モノレール線が通るのは那覇市内と浦添市内のみであり、那覇市内のモノレールの通っていない場所や、那覇市内と本島内の那覇市外への公共交通機関としてはモノレール開業後もバスが利用されている。
特に中心市街地に於けるバス交通量は非常に多い。1997年の交通センサスによると国際通り周辺は1日1,500 - 1,600台のバスが通過しており、交通渋滞の一因ともなっている。
路線バスは全て民間企業により運行されており、主に琉球バス交通・沖縄バス・那覇バス・東陽バスの4社が運行する。
- 市内線 - 那覇市内のみ運行する路線。ほとんどの路線を那覇バスが運行する（ごく一部に沖縄バスが運行する路線もある）。
- 市外線 - 那覇市と那覇市外を結ぶ路線。上記4社すべてが運行する。名護市以南の本島内すべての市町村にバス路線が通じている。
- 高速バス - 那覇市と名護市を結ぶ111番高速バスや、那覇市と本部半島を結ぶやんばる急行バスと117番高速バス、その他各社が運行する路線が数路線ある。
- 那覇空港リムジンバス - 那覇空港・那覇バスターミナルと本島中部・北部のリゾートホテルを結ぶリムジンバス。

### 道路

#### 高速道路
- 沖縄自動車道：那覇インターチェンジ

那覇料金所は島尻郡南風原町に存在する。

#### 国道
- 国道58号
  - 沖縄西海岸道路（那覇西道路）
  - 那覇西道路（那覇港海底（沈埋）トンネル:通称「那覇うみそらトンネル」）
- 国道329号
  - 那覇東バイパス
  - 南風原バイパス
- 国道330号
- 国道331号
  - 小禄バイパス
- 国道332号
- 国道390号
- 那覇空港自動車道（国道506号小禄道路・予定線）
- 国道507号
  - 津嘉山バイパス

#### 県道
主要地方道
- 沖縄県道82号那覇糸満線
- 沖縄県道7号奥武山米須線
- 沖縄県道29号那覇北中城線
- 那覇インターアクセス道路（地域高規格道路・計画中）

一般県道
- 沖縄県道11号線
- 沖縄県道28号線
- 沖縄県道39号線（国際通り）
- 沖縄県道42号線
- 沖縄県道43号線
- 沖縄県道46号線
- 沖縄県道47号線
- 沖縄県道49号線
- 沖縄県道50号線

- 沖縄県道62号線
- 沖縄県道153号線
- 沖縄県道155号線
- 沖縄県道221号那覇内環状線
- 沖縄県道222号真地久茂地線
- 沖縄県道231号那覇空港線
- 沖縄県道241号宜野湾南風原線
- 沖縄県道251号那覇宜野湾線

自転車道
- 沖縄県道236号玉城那覇自転車道線（「沖縄のみち自転車道」・予定）

### 航路

#### 港湾
- 那覇港（重要港湾）

## 観光

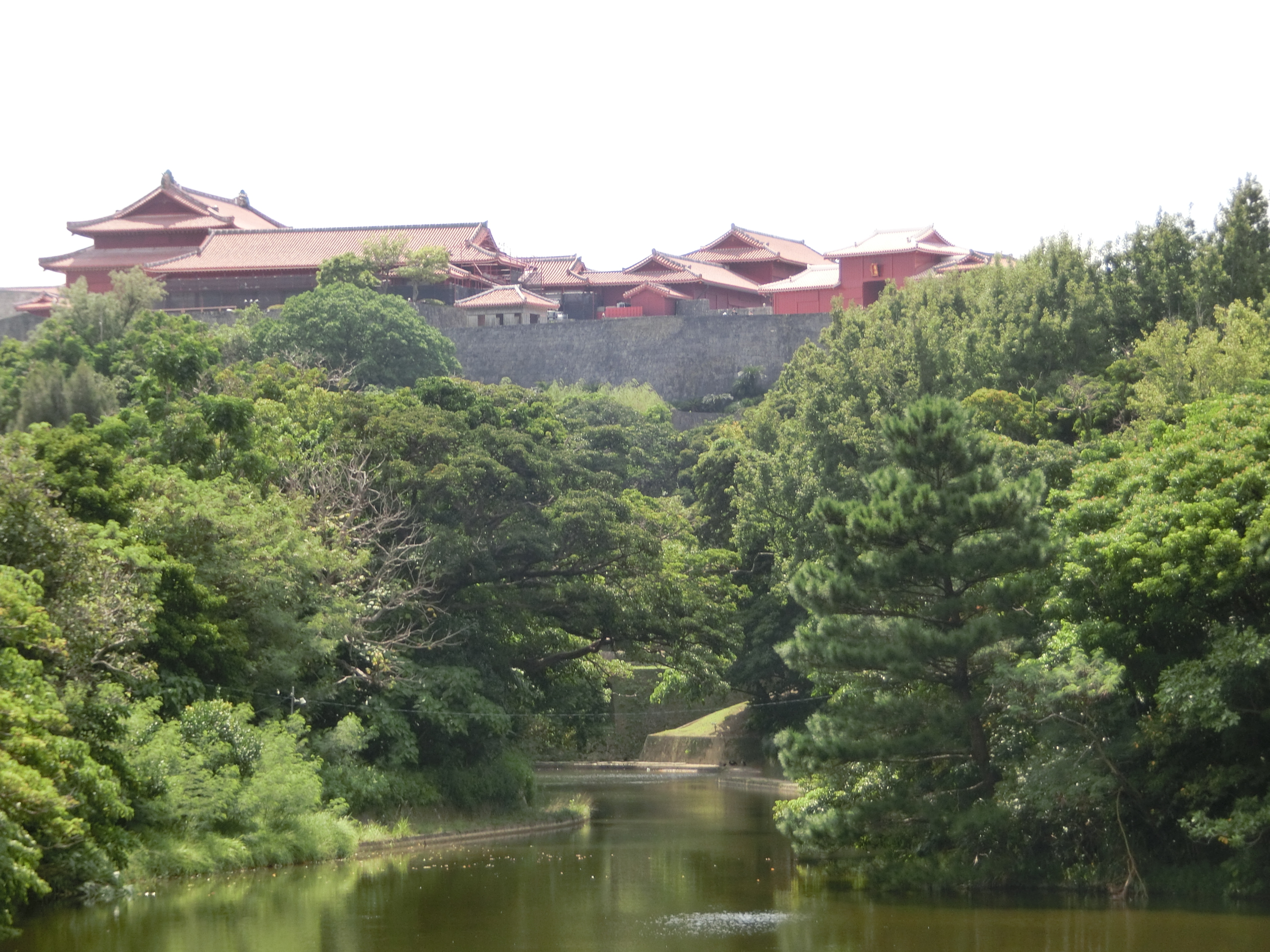
龍潭と首里城

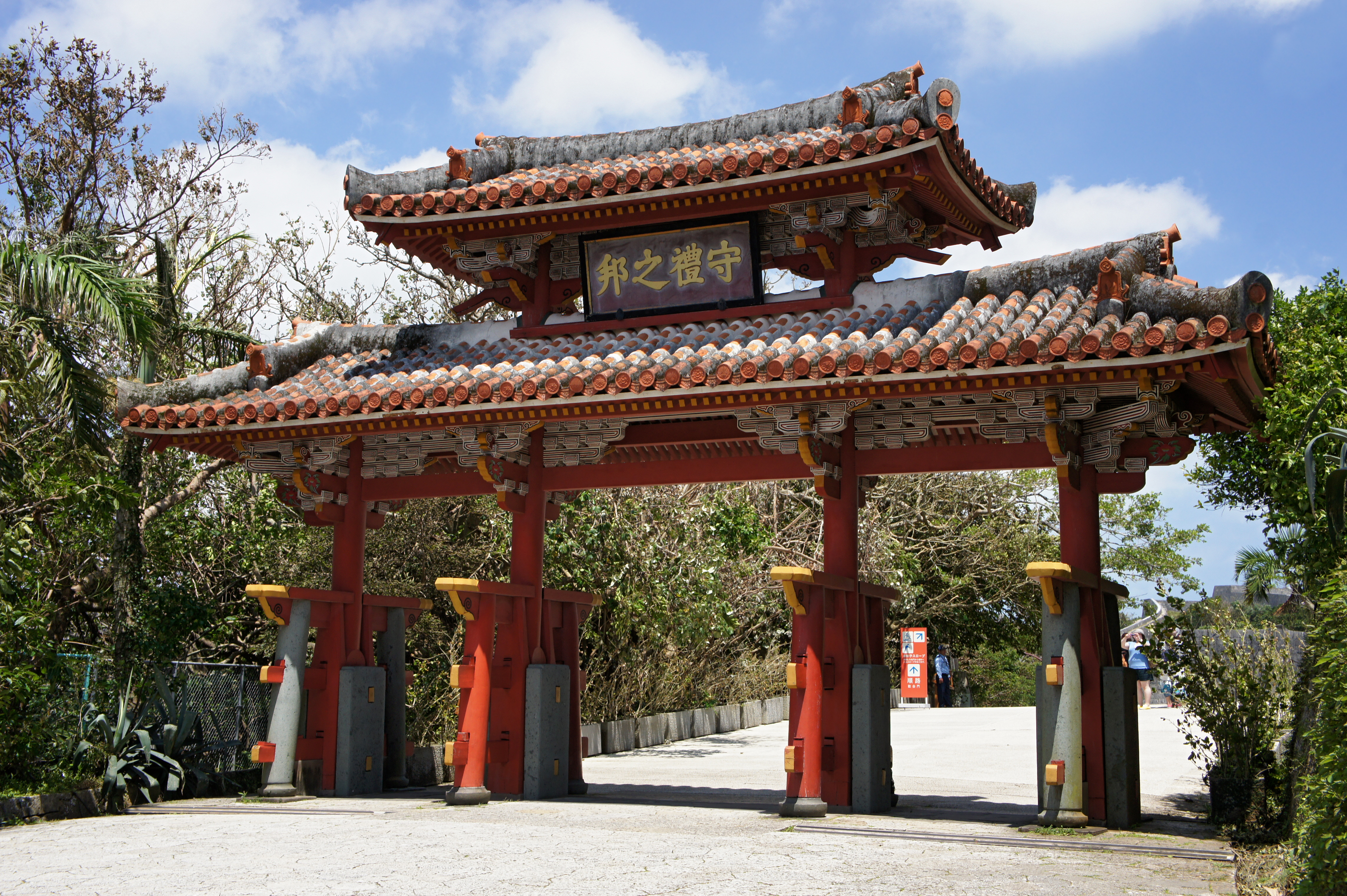
守礼門

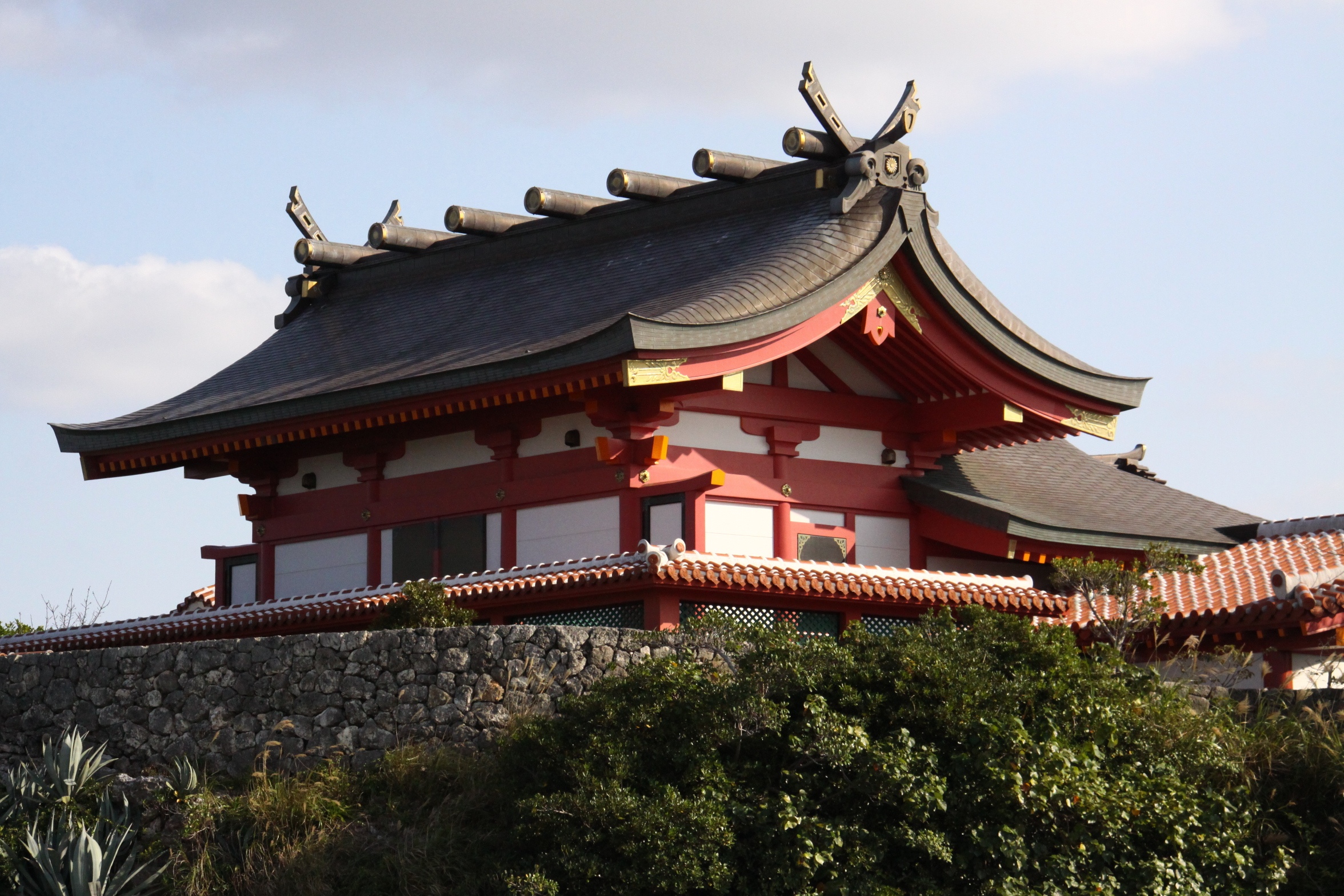
波上宮

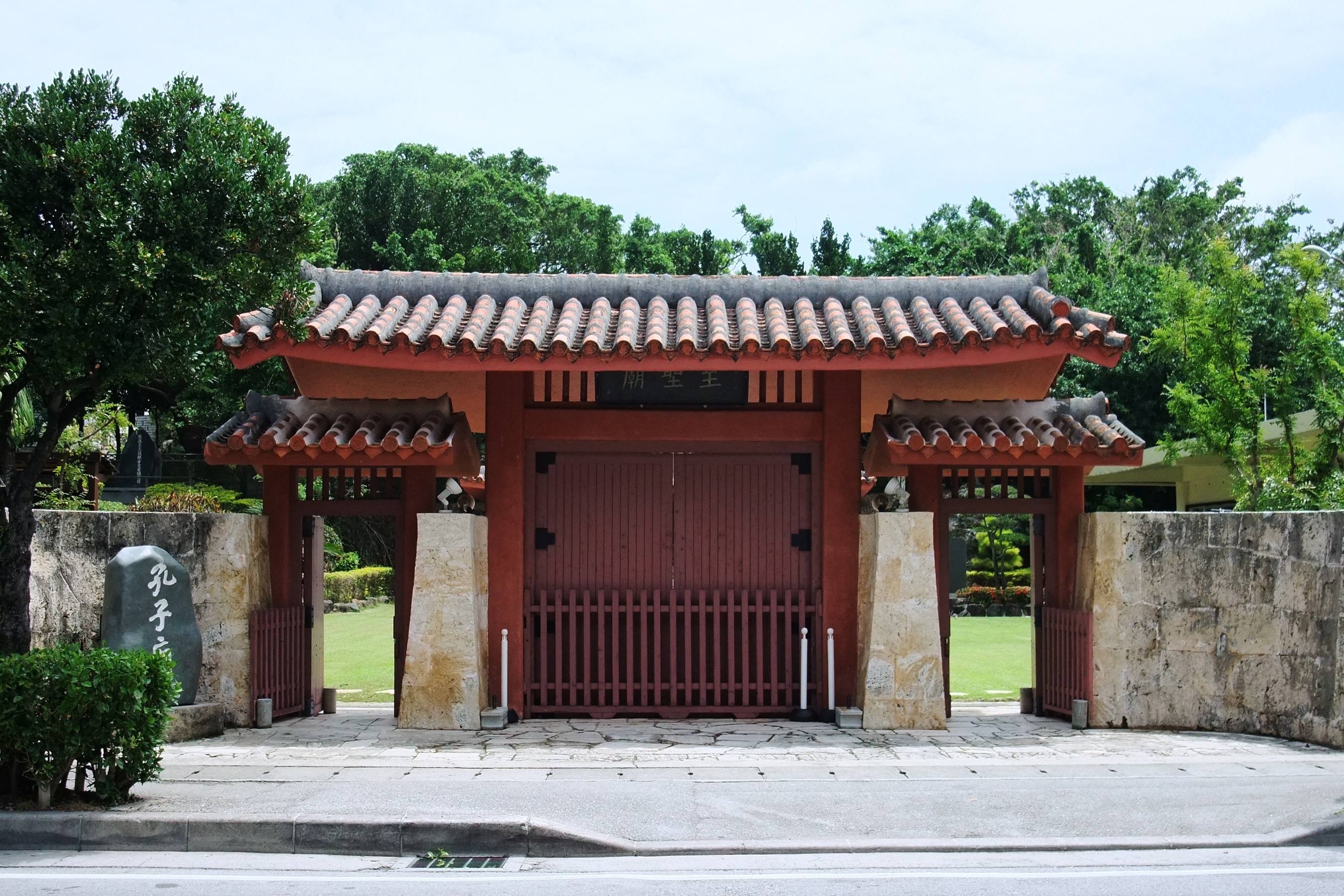
至聖廟

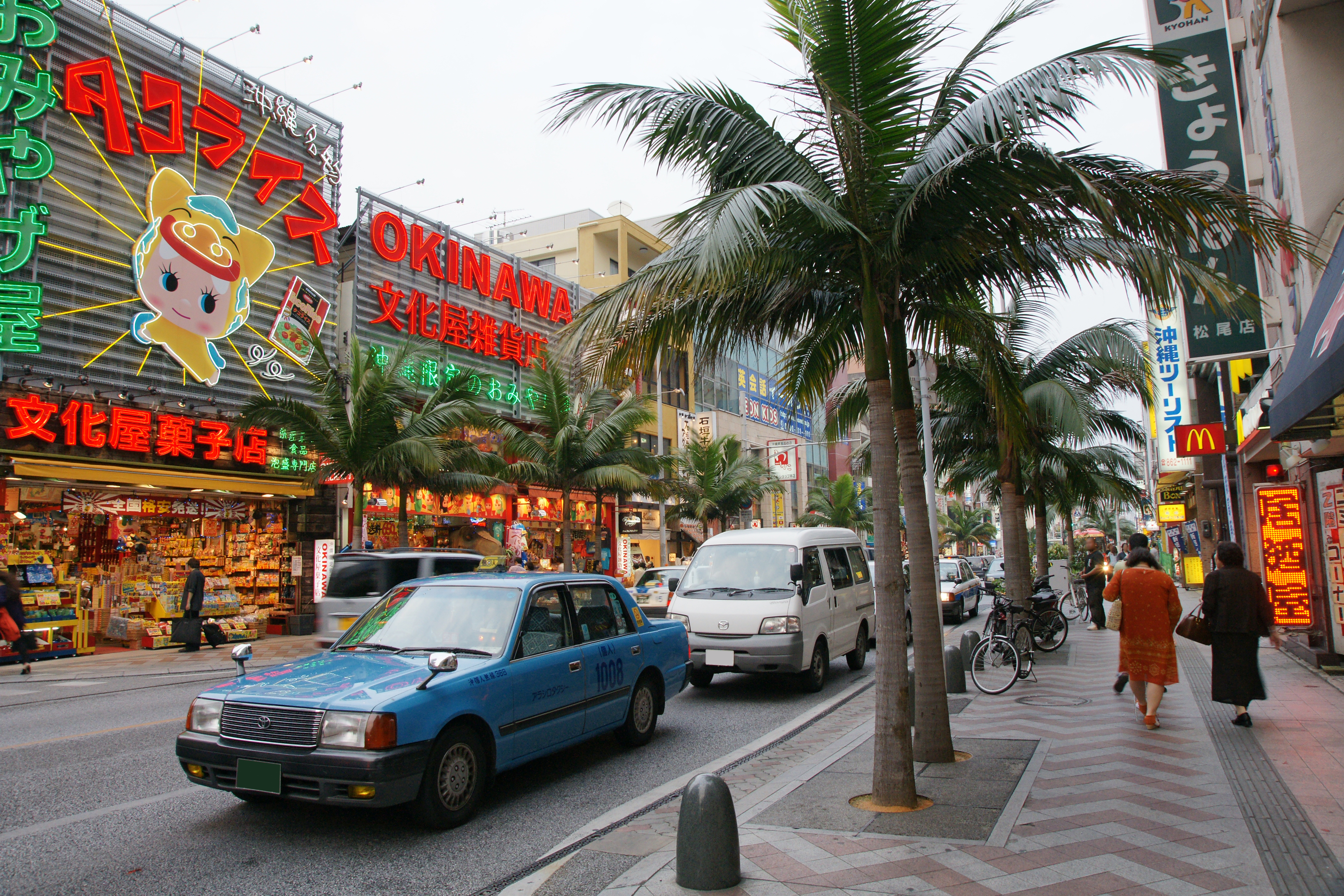
那覇市最大の繁華街
『国際通り』

### 世界遺産
2000年12月に世界遺産「琉球王国のグスク及び関連遺産群」として登録された9か所の史跡のうち、那覇市内には、以下に挙げている4か所が存在している。
- 首里城
- 識名園（しきなえん）
- 玉陵（たまうどぅん）
- 園比屋武御嶽（そのひゃんうたき）

首里城正殿
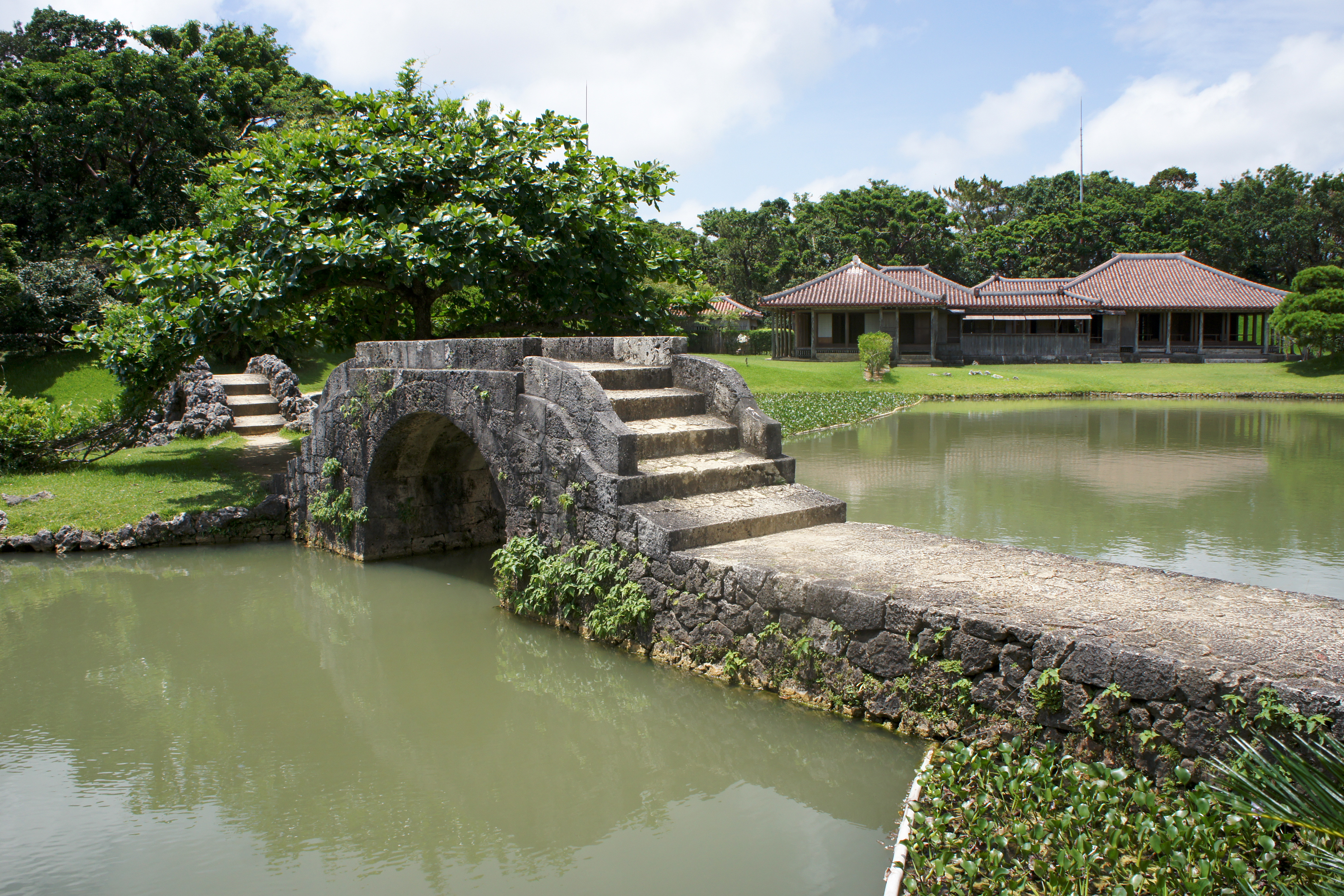
識名園
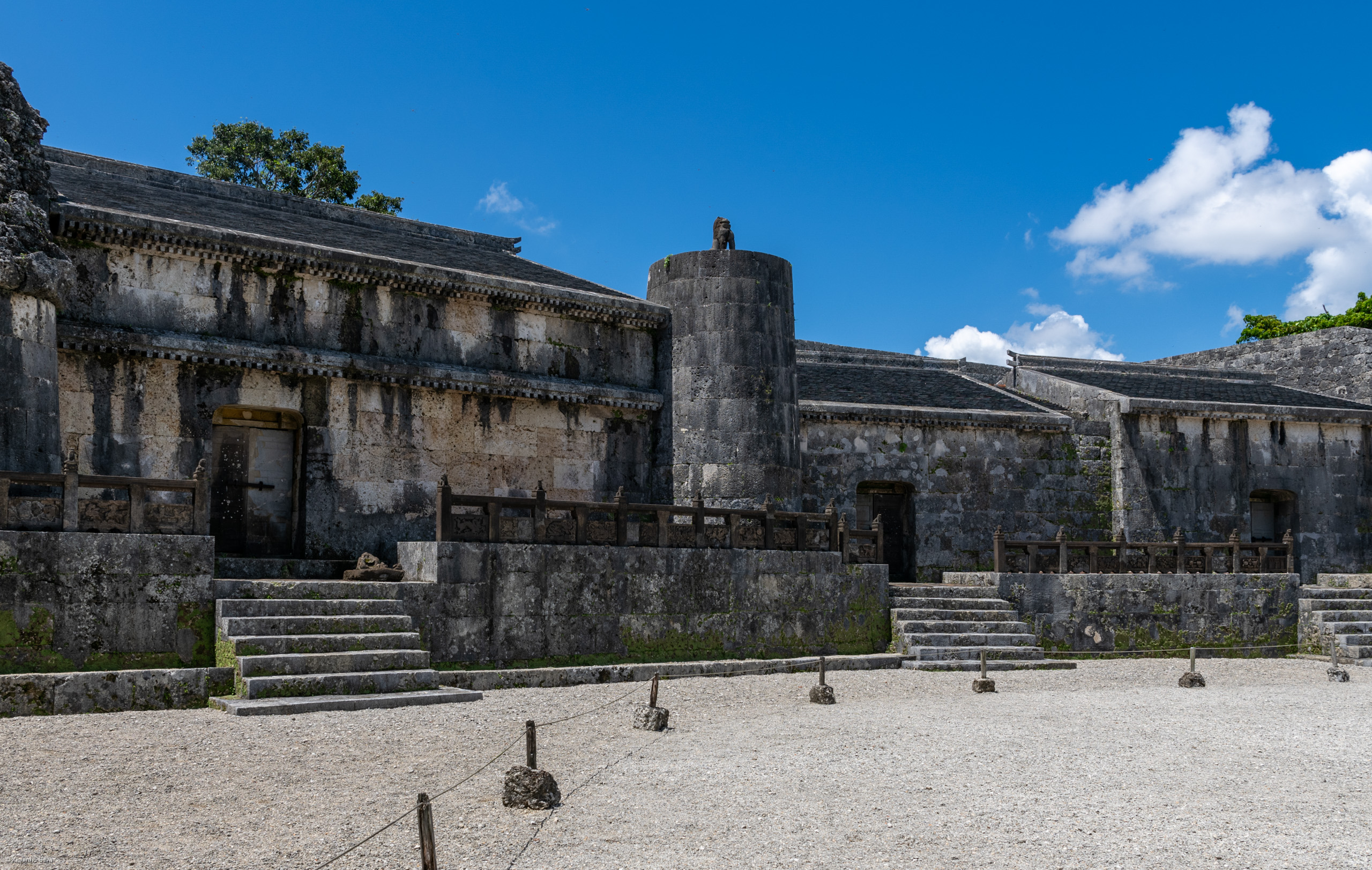
玉陵
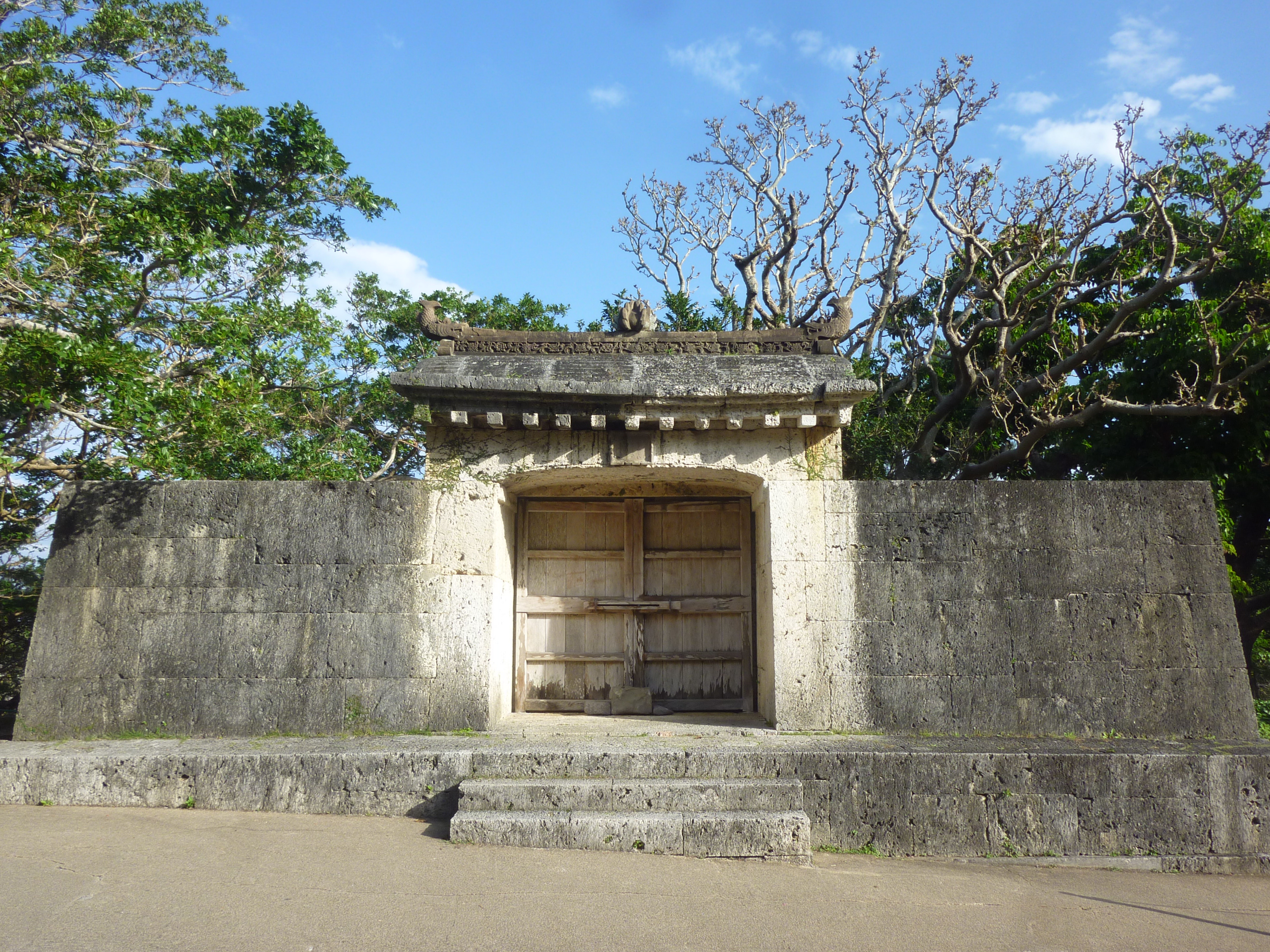
園比屋武御嶽

### 名所・旧跡
城郭
- 首里城
  - 守礼門
  - 龍潭

寺院
- 安国寺
- 円覚寺
- 護国寺
- 慈眼院（首里観音堂）
- 崇元寺

神社
- 波上宮
- 沖縄県護国神社
- 沖縄神社
- 沖宮
- 識名宮
- 末吉宮
- 世持神社

霊廟
- 至聖廟

主な史跡
- 天山陵
- 中城御殿

### 観光スポット
- 首里金城町石畳道
- 国際通り
  - 平和通り
  - むつみ橋通り

国際通りに接続する通り。元闇市で、自然発生的に形成された一大アーケード街である。
- 那覇市歴史資料室

琉球国王尚家関係資料（国宝）が保存されている。

## 文化・名物

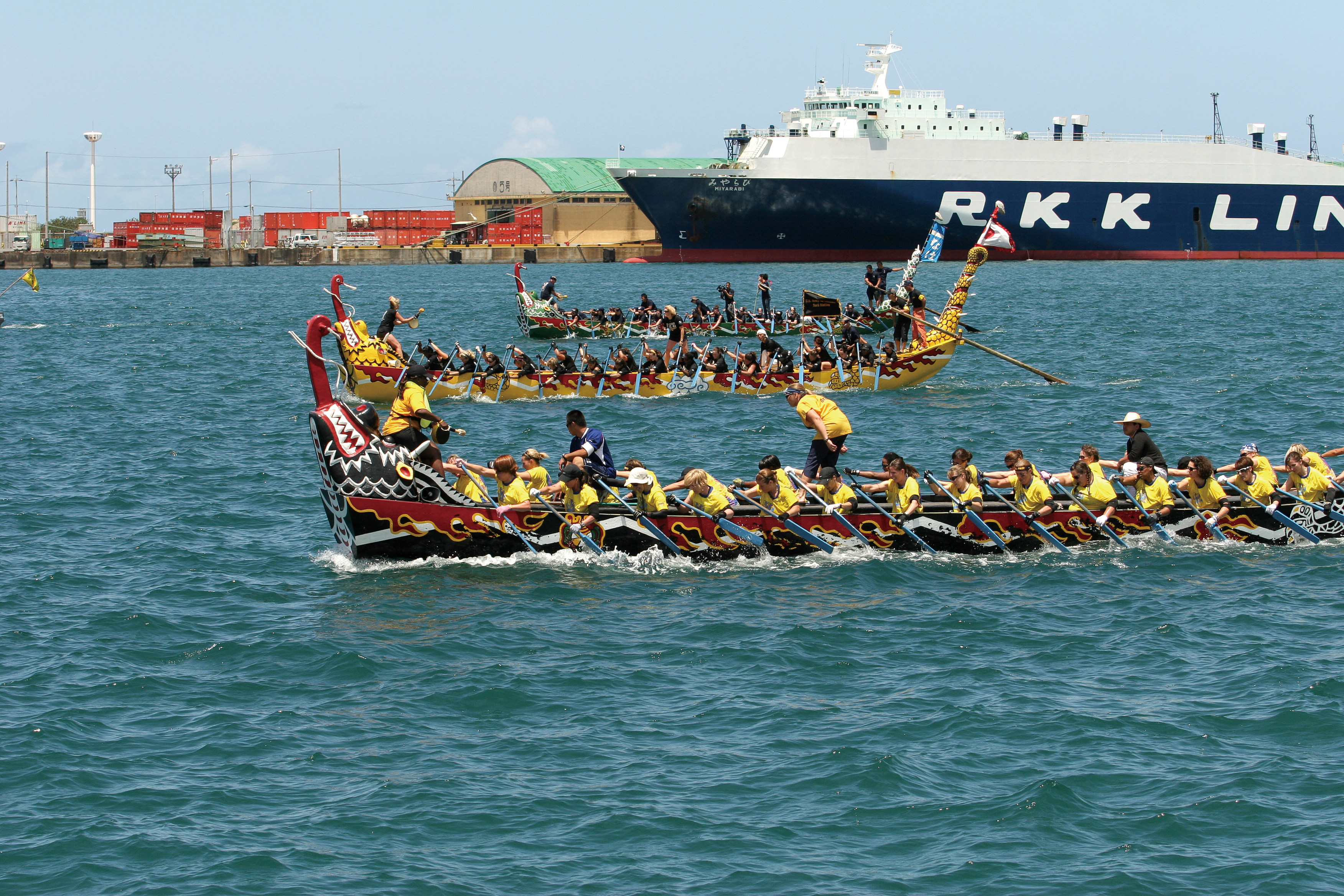
那覇ハーリー

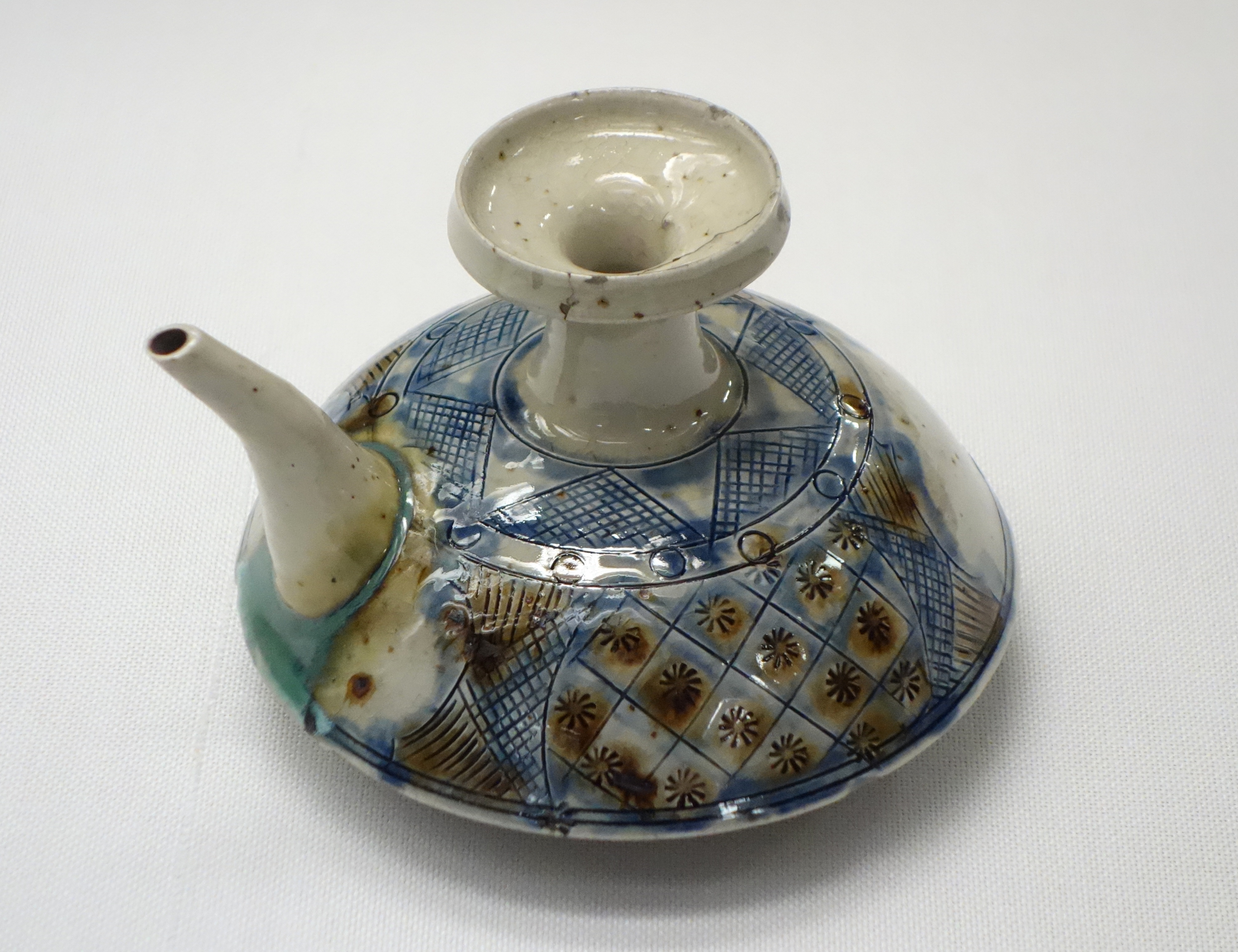
壺屋焼

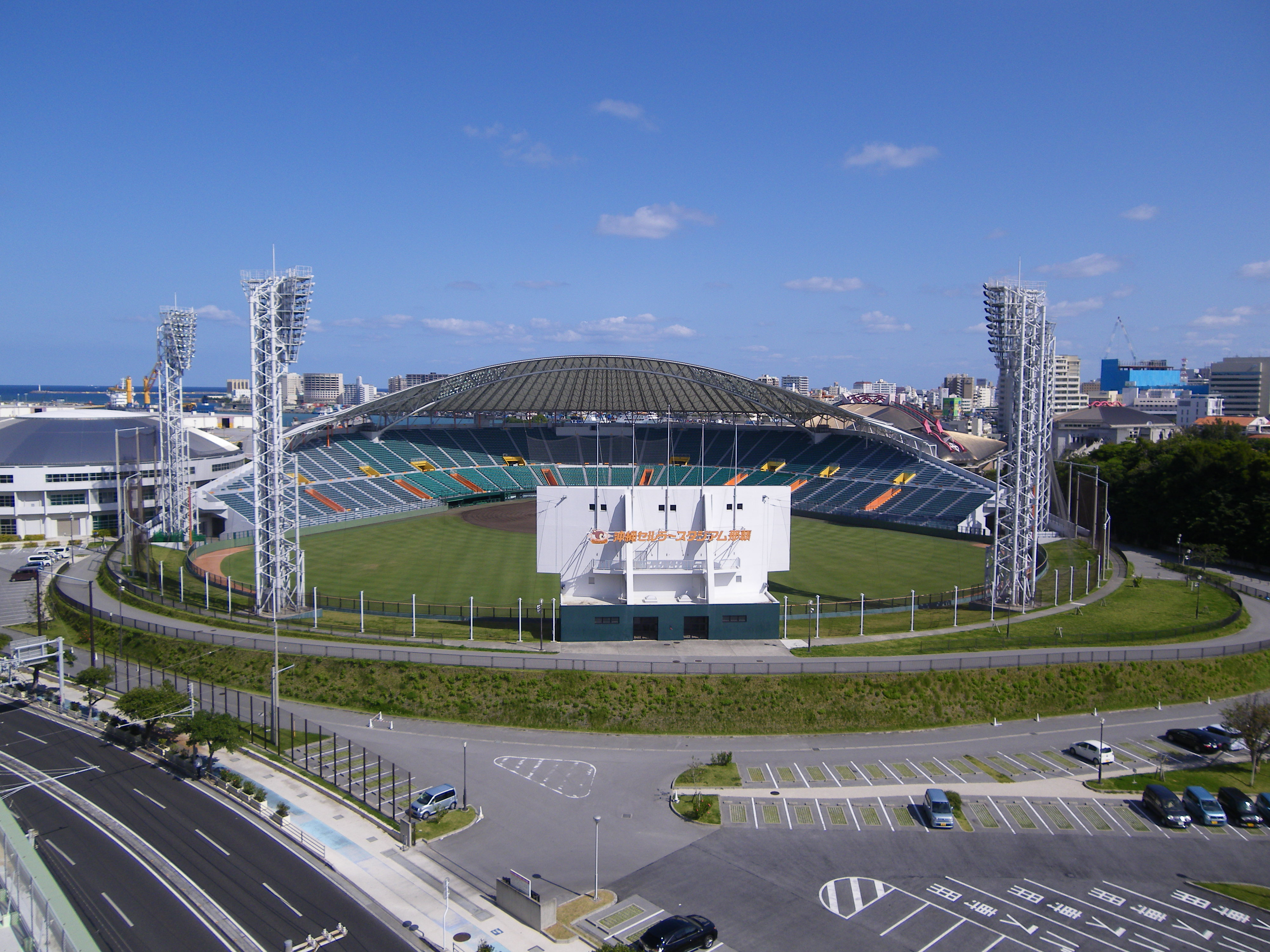
沖縄セルラースタジアム那覇

### 祭事・催事
- 那覇ハーリー
  - 沖縄県内では最大規模の行事である。毎年ゴールデンウィークに開催される。
- 那覇まつり
  - この祭りのメインイベントである那覇大綱挽は国道58号の久茂地交差点で行われる。
- 沖縄の産業まつり
  - 沖縄県内では最大の規模を持つ総合産業展である。毎年10月の3日間、奥武山公園で開催される。

### 名産・特産
- 海人がつくる壺川駅前弁当
- 油味噌かつサンド
- 首里そば
- 壺屋焼

### 楽団
- 琉球交響楽団

### スポーツ

#### 男子
野球
- ビッグ開発ベースボールクラブ（JABA） - 社会人野球のクラブチーム。2016年に全日本クラブ野球選手権大会を制している。
- クリード安仁屋ベースボールクラブ（JABA）

サッカー
- 海邦銀行SC（地域リーグ）
- FC那覇（都道府県リーグ）

ボクシング
- 奥武山ボクシング会館

#### 女子
サッカー
- ヴィクサーレ沖縄FC（九州女子サッカーリーグ）

## 那覇市の出身者

### あ行
- AIMI - ステレオポニーのボーカル・ギター。
- NATSU - 元歌手。Folder元メンバー。Folder5元メンバー。本名：阿嘉奈津。沖縄アクターズスクール出身者。
- 赤嶺梨奈 - ファッションモデル
- 阿佐慶涼子 - 元アナウンサー。
- 安里安恒 - 空手家（旧・唐手家）。故人。
- 安里進 - 考古学者・歴史学者。専攻は考古学・琉球史。
- 安座間美優 - ファッションモデル。広島県生まれ。沖縄アクターズスクール出身者。
- 安室奈美恵 - 元歌手。元女優。沖縄アクターズスクール出身者。[52]
- 新垣清 - 空手家、作家。
- 新垣邦男 - 政治家、空手家。
- 新垣世璋 - 元空手家（旧・唐手家）、故人。
- 新垣貴之 - 男子サッカー選手。
- 新垣渚 - 元プロ野球選手。福岡ソフトバンクホークス（2003年 - 2009年、2012年 - 2013年） - 東京ヤクルトスワローズ（2014年 - 2016年）
- 新垣美登子 - 作家、美容師。故人。
- 新垣結衣 - 女優、元歌手。[53]
- 新田英之 - 工学者、博士（東京大学）。
- 荒巻圭子 - 漫画家、本名：新垣智子。
- 伊藤理々杏 - アイドル歌手。乃木坂463期生メンバー。
- 今井絵理子 - 元歌手。SPEED元メンバー。政治家。参議院議員。内閣府大臣政務官。沖縄アクターズスクール出身者。

### 学界
- 宮城能彦（沖縄大学教授）
- 古波蔵保好（沖縄日日新聞・沖縄日報→毎日新聞の記者を経て、エッセイスト・評論家）
- 伊波普猷（民俗学者。「沖縄学」で知られている。）
- 下地真樹（経済学者、阪南大学准教授）
- 外間寛（中央大学元学長）

### 財界
- 義元大蔵（実業家、株式会社ディーズプランニング代表取締役。「やっぱりステーキ」「そばよし」「やっぱり らぶ唐」創設者）

### 音楽
- 沖縄アクターズスクール出身者
  - 早坂好恵（歌手、タレント）
  - Mina（歌手、MAXのメンバー）
  - Lina（歌手、MAXのメンバー）
  - Reina（歌手、MAXのメンバー）
  - YUKINARI（歌手、元DA PUMP）
  - 知念里奈（歌手）
  - OLIVIA（歌手、元D&D）
- 石嶺聡子（歌手）
- 上原彰兼（ロードオブメジャー・ドラム担当）
- Awich（ラッパー）[54]
- 大城敦博（ヴァイオリン奏者）[55]
- 92 （歌手、GReeeeNのメンバー）
- Cocco（歌手）[56]
- 沢村美司子（歌手、故人）
- 金城しおり（歌手）
- 新城弘明（THE GRANDWAZOO、ギター担当）
- 高良結香（歌手）
- CHICO CARLITO（ラッパー）
- 永山尚太（歌手）
- HIGH and MIGHTY COLOR
  - カズト（ギター担当）
  - MEG（ギター担当）
  - ユウスケ（ボーカルとラップ担当）
- 比屋定篤子（シンガーソングライター）
- 前田達也（歌手）
- manami（歌手）
- 宮里莉羅（歌手、元AKB48）
- 宮平照美（歌手、ji ma ma）
- YASU（歌手、D-51のメンバー）
- 與那城奨（歌手、JO1のメンバー）
- 護得久栄昇（歌手）、テイチクエンタテインメント、FECオフィス所属

### 芸能
- 川平慈英（俳優）
- ガレッジセール（芸人、お笑いコンビ）
- 嘉島陸（俳優）[57]
- 喜友名智子（エフエム那覇渉外担当）
- 国仲涼子（俳優）[53]
- 小橋川嘉人（俳優）
- ジョン・カビラ（タレント）
- 金城功（俳優）
- 赤嶺寿乃（俳優）
- 二階堂ふみ（俳優）[53]
- スリムクラブ（芸人、お笑いコンビ）
- しゃもじ（芸人、お笑いコンビ）
- 松島よう子（モデル）
- 平良とみ（俳優）
- 知花くらら（モデル、2006年ミス・ユニバース世界2位）
- 津嘉山正種（俳優）
- 肥後克広（芸人、ダチョウ倶楽部の現リーダー）
- 岸本祐二（俳優）
- 小田エリカ（俳優）
- キャン×キャン（芸人、お笑いコンビ）
- セブンbyセブン（芸人、お笑いコンビ）
- 仲嶺奈里子（タレント）
- 高良茂（ラジオパーソナリティ）
- 山城智二（国場）お笑い芸人、映画監督、FECオフィス所属
- 唾奇（ラッパー）

### 芸術
- あだちとか（漫画家 渡嘉敷のみ）
- 山之口貘（詩人 東町大門前出身）
- 石野径一郎（作家）
- 上原正三（脚本家）
- 金城次郎（陶芸家）
- 島袋光年（漫画家）
- 八木教広（漫画家）
- なかいま強（漫画家）
- 岡田あーみん（漫画家）
- 儀間比呂志（版画家）
- 喜久村徳章（撮影監督）
- しろませいゆう（絵本作家）

### スポーツ選手
- 山川穂高（プロ野球選手、福岡ソフトバンクホークス）
- 有銘兼久（元プロ野球選手、東北楽天ゴールデンイーグルス）
- 大城卓三（プロ野球選手、読売ジャイアンツ）
- 大山盛一郎（プロ野球選手、くふうハヤテベンチャーズ静岡）
- ボビー・フェンウィック（元プロ野球選手、ヒューストン・アストロズ）
- デーブ・ロバーツ（プロ野球監督、ロサンゼルス・ドジャース）
- 知念広弥（元プロ野球選手、統一ライオンズ）
- 新原千恵（元女子野球選手）
- 友寄正人（元プロ野球審判員、現日本野球機構審判長）
- 池村英樹（高校野球指導者）
- 我那覇和樹（プロサッカー選手、福井ユナイテッドFC）
- 當間建文（元プロサッカー選手、松本山雅FC）
- 赤嶺真吾（プロサッカー選手、ファジアーノ岡山FC）
- 喜名哲裕（元プロサッカー選手、現FC琉球コーチ）
- 久場光（元プロサッカー選手、愛媛FC）
- 田口泰士（プロサッカー選手、ジェフユナイテッド市原・千葉）
- JJ（フリースタイルバスケットボールパフォーマー）
- 上村拓也（空手家、世界空手道選手権大会金メダリスト）
- 国吉真吉（空手家）
- 八木明人（空手家）
- 真喜志慶治(柔道家)
- ハリケーン照（プロボクサー）
- 嘉陽快宗（大相撲力士）

### アナウンサー
NHK
- 島袋彩子
- 牧港襄一
- 與那嶺紗希子

RBC琉球放送
- 狩俣倫太郎
- 山野本竜規

OTV沖縄テレビ放送
- 平良いずみ

QAB琉球朝日放送
- なし

エフエム沖縄
- 多喜ひろみ

ラジオ沖縄
- 小橋川結子
- 久高成矢

その他
- 西野志海（元北海道テレビ放送→テレビ東京）
- 牛島可南子（元山形放送→フリーアナウンサー→NHK沖縄放送局契約キャスター）

## 名誉市民
- サムエル・E・ サックス
- 當間重剛
- ポール・W・キャラウェイ
- 神山政良
- 屋良朝苗
- 石川正通
- 平良良松
- 尚裕
- 瀬長亀次郎
- 西銘順治
- 親泊康晴
- 翁長雄志

## 市民栄誉賞
- 沖縄尚学高等学校（硬式野球部の実績）
- 興南高等学校（ハンドボール部の実績）
- 那覇市立金城中学校（マーチングバンド部の実績）
- 安室奈美恵
- 那覇大綱挽保存会
- 那覇爬龍船振興会
- 那覇市立石嶺中学校（吹奏楽部によるリコーダーコンテストの実績）
- 興南高等学校（硬式野球部の実績）
- 宮里美香
- 山川穂高

## 那覇市を撮影した映像作品
- 映画 風が通り抜ける道（2024年一般劇場公開/沖縄県後援）

## 広報・公聴関係
市の一般的な広報活動は、秘書広報課により行われている。
主な広報媒体として、広報紙『なは市民の友』（毎月1回発行、全戸配布）、ラジオ番組『那覇市民の時間』（年度のうち半年づつ、琉球放送およびラジオ沖縄で週1回放送、10分番組）のほか、ウェブ媒体によるもの（公式サイト内「なは市政NAVI」および、利用者が登録した分野や施設についての情報を配信するメールマガジン「情報パック なはメール」）などがあり、このうち広報紙については視覚障害者向けに録音テープ版や点字版も制作されている。
『那覇市民の時間』でも流される『那覇市歌』（安藤佳翠 作詞、宮良長包 作曲）は、第二次世界大戦前に制定された。戦災により正確な制定年は不詳であるが、市によると1929年（昭和4年）ごろではないかとしている。楽曲および譜面は、市のウェブサイトでダウンロードが可能である。